# AFC Ajax in het seizoen 2009/10
Dit is een pagina met diverse statistieken van voetbalclub AFC Ajax in het seizoen 2009/2010.

## Wedstrijdverslagen 2009 / 2010

### Vriendschappelijk
|                                                                                                |                                                      |                | | |
| zaterdag 27 juni 2009, 15.30 uur                                                               | DWV                                                  | 1 - 10 (1 - 2) | Ajax | Opstelling Ajax: |
| Sportpark Elzenhagen, Amsterdam 4.000 toeschouwers Arbiter: Wesley O'Niel Vriendschappelijk    | Henk Abercrombie 41'                                 |                | '20 Ismaïl Aissati '25 Marvin Zeegelaar '51 Mitchell Donald '57 Javier Martina '65' Evander Sno '76 (p) Darko Bodul '86 Ismaïl Aissati '87 Siem de Jong '90 Siem de Jong '93 Javier Martina             | Sergio Padt, Daley Blind, Toby Alderweireld, Oleguer, Urby Emanuelson, Gabri, Ismaïl Aissati, Jan-Arie van der Heijden, Kennedy Bakırcıoğlu, Darío Cvitanich, Marvin Zeegelaar Wisselspelers Ajax: Marco Bizot, Mitchell Donald, Darko Bodul, Vurnon Anita, Siem de Jong, Javier Martina, Evander Sno, Christian Supusepa, Rob Wielaert Wissels Ajax: '46 Sergio Padt Marco Bizot '46 Daley Blind Rob Wielaert '46 Oleguer Vurnon Anita '46 Gabri Siem de Jong '46 Jan-Arie van der Heijden Mitchell Donald '46 Darío Cvitanich Javier Martina '46 Kennedy Bakırcıoğlu Evander Sno '46 Marvin Zeegelaar Darko Bodul '46 Ismaïl Aissati Christian Supusepa '75 Mitchell Donald Ismaïl Aissati |
|                                                                                                |                                                      |                | | |
| zaterdag 4 juli 2009, 16.30 uur                                                                | Ajax                                                 | 3 - 2 (1 - 0)  | Ajax Cape Town | Opstelling Ajax: |
| Sportpark De Toekomst, Amsterdam 3.750 toeschouwers Arbiter: Ruud Bossen Vriendschappelijk     | Dario Cvitanich 20' Siem de Jong 49' Darko Bodul 57' |                | '74 Benedict Vilakazi '85 (p) Benedict Vilakazi | Maarten Stekelenburg, Gregory van der Wiel, Oleguer, Jan Vertonghen, Rasmus Lindgren, Urby Emanuelson, Ismaïl Aissati, Luis Suárez, Darío Cvitanich, Eyong Enoh, Daley Blind Wisselspelers Ajax: Marco Bizot, Bruno Silva, Rob Wielaert, Toby Alderweireld, Jan-Arie van der Heijden, Evander Sno, Siem de Jong, Kennedy Bakırcıoğlu, Darko Bodul, Marvin Zeegelaar, Vurnon Anita Wissels Ajax: '46 Gregory van der Wiel Bruno Silva '46 Oleguer Rob Wielaert '46 Jan Vertonghen Toby Alderweireld '46 Rasmus Lindgren Jan-Arie van der Heijden '46 Urby Emanuelson Evander Sno '46 Ismaïl Aissati Siem de Jong '46 Luis Suárez Kennedy Bakırcıoğlu '46 Darío Cvitanich Darko Bodul '46 Eyong Enoh Marvin Zeegelaar '46 Daley Blind Vurnon Anita |
|                                                                                                |                                                      |                | | |
| dinsdag 7 juli 2009 , 19.30 uur                                                                | WKE                                                  | 1 - 7 (0 - 5)  | Ajax | Opstelling Ajax: |
| Sportpark Grote Geert, Emmen 4.000 toeschouwers Arbiter: Ben Haverkort Vriendschappelijk       | Theo Gennissen 45' Robert Fik 83'                    |                | '10 Kennedy Bakırcıoğlu '12 Darío Cvitanich '30 Darío Cvitanich '33 (p) Darío Cvitanich '41 Kennedy Bakırcıoğlu '62 Jan-Arie van der Heijden '90 Darko Bodul                                            | Maarten Stekelenburg, Bruno Silva, Rob Wielaert, Toby Alderweireld, Vurnon Anita, Rasmus Lindgren, Siem de Jong, Jan-Arie van der Heijden, Kennedy Bakırcıoğlu, Dario Cvitanich, Marvin Zeegelaar Wisselspelers Ajax: Evander Sno, Jeffrey Sarpong, Darko Bodul, Dennis Rommedahl Wissels Ajax: '46 Rasmus Lindgren Evander Sno '46 Marvin Zeegelaar Dennis Rommedahl '56 Kennedy Bakırcıoğlu Jeffrey Sarpong '60 Darío Cvitanich Darko Bodul |
|                                                                                                |                                                      |                | | |
| donderdag 9 juli 2009, 19.30 uur                                                               | HZVV                                                 | 0 - 11 (0 - 3) | Ajax | Opstelling Ajax: |
| Sportpark Bentinckspark, Hoogeveen 4.850 toeschouwers Arbiter: Ben Haverkort Vriendschappelijk |                                                      |                | '8 Luis Suárez '20 Luis Suárez '42 Ismaïl Aissati '53 Darko Bodul '54 Ismaïl Aissati '59 Luis Suárez '69 Jan Vertonghen '73 Gregory van der Wiel '74 Luis Suárez '76 Rasmus Lindgren '85 Jan Vertonghen | Kenneth Vermeer, Gregory van der Wiel, Oleguer, Jan Vertonghen, Daley Blind, Eyong Enoh, Mitchell Donald, Ismaïl Aissati, Urby Emanuelson, Luis Suárez, Darko Bodul Wisselspelers Ajax: Maarten Stekelenburg, Vurnon Anita, Jeffrey Sarpong, Evander Sno, Marvin Zeegelaar, Rasmus Lindgren, Dennis Rommedahl Wissels Ajax: '60 Eyong Enoh Jeffrey Sarpong '60 Darko Bodul Dennis Rommedahl '64 Mitchell Donald Evander Sno '64 Urby Emanuelson Rasmus Lindgren '69 Daley Blind Vurnon Anita '69 Ismaïl Aissati Marvin Zeegelaar |
|                                                                                                |                                                      |                | | |
| zaterdag 11 juli 2009, 16.15 uur                                                               | SV Huizen                                            | 0 - 6 (0 - 2)  | Ajax | Opstelling Ajax: |
| De Wolfskamer, Huizen 4.000 toeschouwers Vriendschappelijk                                     |                                                      |                | '7 Darío Cvitanich '32 Kennedy Bakırcıoğlu '53 Darío Cvitanich '62 Siem de Jong '85 Evander Sno '90 Darko Bodul                                                                                         | Kenneth Vermeer, Rob Wielaert, Gregory van der Wiel, Toby Alderweireld, Vurnon Anita, Siem de Jong, Ismaïl Aissati, Rasmus Lindgren, Kennedy Bakırcıoğlu, Darío Cvitanich, Miralem Sulejmani Wisselspelers Ajax: Jeroen Verhoeven, Bruno Silva, Darko Bodul, Jeffrey Sarpong, Dennis Rommedahl, Evander Sno, Marvin Zeegelaar Wissels Ajax: '46 Kenneth Vermeer Jeroen Verhoeven '46 Gregory van der Wiel Bruno Silva '46 Ismaïl Aissati Jeffrey Sarpong '60 Rasmus Lindgren Dennis Rommedahl '46 Kennedy Bakırcıoğlu Evander Sno '65 Siem de Jong Darko Bodul '65 Miralem Sulejmani Marvin Zeegelaar |
|                                                                                                |                                                      |                | | |
| woensdag 15 juli 2009, 20.45 uur                                                               | Bristol City FC                                      | 0 - 4 (0 - 2)  | Ajax | Opstelling Ajax: |
| Ashton Gate, Bristol 10.933 toeschouwers Arbiter: Stuart Atwell Vriendschappelijk              |                                                      |                | '25 Luis Suárez '35 Urby Emanuelson '37 Toby Alderweireld '81 Albert Luque '83 Dennis Rommedahl | Maarten Stekelenburg, Jan Vertonghen, Gregory van der Wiel, Rob Wielaert, Toby Alderweireld, Urby Emanuelson, Ismaïl Aissati, Evander Sno, Luis Suárez, Miralem Sulejmani, Kennedy Bakırcıoğlu Wisselspelers Ajax: Jeroen Verhoeven, Vurnon Anita George Ogăraru, Rasmus Lindgren, Siem de Jong, Dennis Rommedahl, Albert Luque Wissels Ajax: '61 Miralem Sulejmani Albert Luque '72 Gregory van der Wiel George Ogăraru '75 Evander Sno Rasmus Lindgren '76 Ismaïl Aissati Siem de Jong '82 Kennedy Bakırcıoğlu Dennis Rommedahl |
|                                                                                                |                                                      |                | | |
| zaterdag 9 januari 2010, 16.30 uur                                                             | Ajax Zaterdag                                        | 0 - 7 (0 - 3)  | Ajax | Opstelling Ajax: |
| Estádio da Nora, Ferreiras Arbiter: Wim Bronsvoort Vriendschappelijk                           |                                                      |                | '12 Dennis Rommedahl '15 Mitchell Donald '24 (p) Luis Suárez '55 Oleguer '59 Urby Emanuelson '65 Marko Pantelić '88 Luis Suárez                                                                         | Maarten Stekelenburg, Gregory van der Wiel, Toby Alderweireld, Jan Vertonghen, Vurnon Anita, Siem de Jong, Mitchell Donald, Demy de Zeeuw, Dennis Rommedahl, Luis Suárez, Miralem Sulejmani Wisselspelers Ajax: Jeroen Verhoeven, Marvin Zeegelaar, Oleguer, George Ogăraru, Rob Wielaert, Ismaïl Aissati, Urby Emanuelson, Kennedy Bakırcıoğlu, Marko Pantelić, Rasmus Lindgren, Christian Eriksen, Geoffrey Castillion Wissels Ajax: '46 Maarten Stekelenburg Jeroen Verhoeven '46 Toby Alderweireld Oleguer '46 Vurnon Anita George Ogăraru '46 Gregory van der Wiel Rob Wielaert '46 Jan Vertonghen Urby Emanuelson '46 Siem de Jong Ismaïl Aissati '46 Demy de Zeeuw Rasmus Lindgren '46 Mitchell Donald Kennedy Bakırcıoğlu '46 Miralem Sulejmani Marko Pantelić '46 Dennis Rommedahl Christian Eriksen '84 Marko Pantelić Geoffrey Castillion |
|                                                                                                |                                                      |                | | |
| dinsdag 12 januari 2010, 16.30 uur                                                             | FC Groningen                                         | 1 - 1 (1 - 0)  | Ajax | Opstelling Ajax: |
| Amendoeira Sportsclub, Alcantarilha 200 toeschouwers Arbiter: Gerrit Fikkert Vriendschappelijk | Tim Matavž 14'                                       |                | '56 Luis Suárez | Maarten Stekelenburg, Gregory van der Wiel, Toby Alderweireld, Jan Vertonghen, Vurnon Anita, Gabri, Demy de Zeeuw, Siem de Jong, Urby Emanuelson, Dennis Rommedahl, Luis Suárez Wisselspelers Ajax: Kenneth Vermeer, George Ogăraru, Oleguer, Rasmus Lindgren, Ismaïl Aissati, Christian Eriksen, Kennedy Bakırcıoğlu, Miralem Sulejmani Wissels Ajax: '46 Maarten Stekelenburg Kenneth Vermeer '46 Gregory van der Wiel George Ogăraru '46 Toby Alderweireld Oleguer '46 Gabri Rasmus Lindgren '46 Dennis Rommedahl Miralem Sulejmani '46 Siem de Jong Christian Eriksen '69 Demy de Zeeuw Ismaïl Aissati '74 Urby Emanuelson Kennedy Bakırcıoğlu |

### Ted Bates Trophy 2009
|                                                                                             |                  |               |                                                                                | |
| zaterdag 18 juli 2009, 16.00 uur                                                            | Southampton FC   | 1 - 4 (1 - 1) | Ajax                                                                           | Opstelling Ajax: |
| St. Mary's Stadium, Southampton FC 24.000 toeschouwers Arbiter: Lee Robert Ted Bates Trophy | Joseph Mills 15' |               | '28 (p) Luis Suárez '48 Luis Suárez '81 Toby Alderweireld '88 Marvin Zeegelaar | Kenneth Vermeer, Bruno Silva, Toby Alderweireld, Rob Wielaert, Vurnon Anita, Mitchell Donald, Siem de Jong, Urby Emanuelson, Kennedy Bakırcıoğlu, Luis Suárez, Miralem Sulejmani Wisselspelers Ajax: Jeroen Verhoeven, Gregory van der Wiel, Rasmus Lindgren, Ismaïl Aissati, Evander Sno, Daley Blind, George Ogăraru, Albert Luque, Jeffrey Sarpong, Dennis Rommedahl, Marvin Zeegelaar Wissels Ajax: '46 Kennedy Bakırcıoğlu Dennis Rommedahl '70 Urby Emanuelson Jeffrey Sarpong '65 Miralem Sulejmani Marvin Zeegelaar |

### FWS Amsterdam Tournament 2009
|                                                                                                 |                                                            |               |                                                                           | |
| vrijdag 24 juli 2009, 21.15 uur                                                                 | Ajax                                                       | 3 - 3 (1 - 2) | Atlético Madrid                                                           | Opstelling Ajax: |
| Amsterdam ArenA, Amsterdam 20.450 toeschouwers Arbiter: Eric Braamhaar FWS Amsterdam Tournament | Dario Cvitanich 8' Dennis Rommedahl 70' Luis Suárez(p) 90' |               | '29 Simão '41 Sergio Agüero '76 Maxi Rodriguez '80 Luis Perea             | Maarten Stekelenburg, Gregory van der Wiel, Jan Vertonghen, Urby Emanuelson, Ismaïl Aissati, Evander Sno, Rob Wielaert, Toby Alderweireld, Darío Cvitanich, Luis Suárez, Kennedy Bakırcıoğlu Wisselspelers Ajax: Kenneth Vermeer, Miralem Sulejmani, Bruno Silva, Siem de Jong, Vurnon Anita, Dennis Rommedahl, Mitchell Donald Wissels Ajax: '58 Kennedy Bakırcıoğlu Dennis Rommedahl '65 Darío Cvitanich Miralem Sulejmani '71 Evander Sno Mitchell Donald '81 Urby Emanuelson Siem de Jong                                                     |
|                                                                                                 |                                                            |               |                                                                           | |
| zondag 26 juli 2009, 21.15 uur                                                                  | Ajax                                                       | 2 - 3 (1 - 2) | SL Benfica                                                                | Opstelling Ajax: |
| Amsterdam ArenA, Amsterdam 18.160 toeschouwers Arbiter: Pieter Vink FWS Amsterdam Tournament    | Mitchell Donald 45' Dennis Rommedahl 78'                   |               | '9 (e.d.) Ismaïl Aissati '31 Ángel Di María '55 David Luiz '62 David Luiz | Kenneth Vermeer, Oleguer, Jan Vertonghen, Urby Emanuelson, Miralem Sulejmani, Ismaïl Aissati, Bruno Silva, Luis Suárez, Vurnon Anita, Dennis Rommedahl, Mitchell Donald Wisselspelers Ajax: Maarten Stekelenburg, Gregroy van der Wiel, Toby Alderweireld, Darío Cvitanich, Siem de Jong, Jan-Arie van der Heijden, Marvin Zeegelaar Wissels Ajax: '60 Miralem Sulejmani Darío Cvitanich '60 Urby Emanuelson Marvin Zeegelaar '67 Bruno Silva Gregory van der Wiel '85 Marvin Zeegelaar Jan-Arie van der Heijden '88 Mitchell Donald Siem de Jong |

###### Eindstand FWS Amsterdam Tournament 2009
|    | Team            | Gespeeld | Gewonnen | Gelijk | Verloren | Doelpunten | Punten |
| -- | --------------- | -------- | -------- | ------ | -------- | ---------- | ------ |
| 1. | SL Benfica      | 2        | 2        | 0      | 0        | 5          | 11     |
| 2. | Ajax            | 2        | 0        | 1      | 1        | 5          | 6      |
| 3. | Sunderland AFC  | 2        | 1        | 0      | 1        | 2          | 5      |
| 4. | Atlético Madrid | 2        | 0        | 1      | 1        | 3          | 4      |

- Op het FWS Amsterdam Tournament 2009 krijgen de clubs naast het traditionele puntensysteem ook een punt voor elk gescoord doelpunt.

### Chippie / Polar Cup 2010
|                                                                                            |                     |                      |                                         | |
| vrijdag 21 mei 2010, 21.05 uur                                                             | SV Hubentut Fortuna | 0 - 3 (0 - 3)        | Ajax                                    | Selectie Ajax: |
| Ergilio Hatostadion, Brievengat Curaçao - toeschouwers Arbiter: - Chippie / Polar Cup 2010 |                     |                      | Urby Emanuelson ( p ) Toby Alderweireld | Kenneth Vermeer, Jeroen Verhoeven, Urby Emanuelson, Aras Özbiliz, Roly Bonevacia, Marvin Zeegelaar, Tom Overtoom, Christian Supusepa, Danilo, Oleguer, Mitchell Donald, Jan-Arie van der Heijden, George Ogăraru, Nathaniel Will, Timothy van der Meulen, Toby Alderweireld |
|                                                                                            |                     |                      |                                         | |
| zondag 23 mei 2010, 3.00 uur                                                               | N.E.C.              | 0 - 0 (0 - 0) w.n.s. | Ajax                                    | Selectie Ajax: |
| Ergilio Hatostadion, Brievengat Curaçao - toeschouwers Arbiter: - Chippie / Polar Cup 2010 |                     |                      |                                         | Kenneth Vermeer, Jeroen Verhoeven, Urby Emanuelson, Aras Özbiliz, Roly Bonevacia, Marvin Zeegelaar, Tom Overtoom, Christian Supusepa, Danilo, Oleguer, Mitchell Donald, Jan-Arie van der Heijden, George Ogăraru, Nathaniel Will, Timothy van der Meulen, Toby Alderweireld |

### KNVB beker 2009 / 2010

##### Tweede ronde
|                                                                                                   |                                                      |               |                                          | |
| donderdag 24 september 2009, 20.45 uur                                                            | AGOVV Apeldoorn                                      | 1 - 2 (0 - 0) | Ajax                                     | Selectie Ajax: |
| Sportpark Berg & Bos, Apeldoorn 3.259 toeschouwers Arbiter: Michel Winter Tweede ronde KNVB beker | Nyron Wau 38' Nacer Chadli(p) 77' Remon de Vries 92' |               | '51 Vurnon Anita '61 (e.d.) Hesdey Suart | Maarten Stekelenburg, Bruno Silva, Toby Alderweireld, Jan Vertonghen, Urby Emanuelson, Demy de Zeeuw, Vurnon Anita, Siem de Jong, Miralem Sulejmani, Darío Cvitanich, Kennedy Bakırcıoğlu Wisselspelers Ajax: Jeroen Verhoeven, Gregory van der Wiel, Rob Wielaert, Thimothée Atouba, Mitchell Donald, Luis Suárez, Dennis Rommedahl Wissels Ajax: '46 Kennedy Bakırcıoğlu Dennis Rommedahl '78 Darío Cvitanich Luis Suárez |

##### Derde ronde
|                                                                                                | |                      | | |
| donderdag 29 oktober 2009, 20.45 uur                                                           | FC Dordrecht | 1 - 2 (0 - 0) w.n.v. | Ajax | Selectie Ajax: |
| GN Bouw Stadion, Dordrecht 4.100 toeschouwers Arbiter: Richard Liesveld Derde ronde KNVB beker | Género Zeefuik 27' Didi Longuet 45' Guy Ramos 76' Moussa Kalisse 81' Reinhard Breinburg 82' Bart van Muyen 110' |                      | '19 Gabri '47 Urby Emanuelson '54 Vurnon Anita '82 Luis Suárez '114 Gabri '119 Urby Emanuelson '119 Marko Pantelić | Maarten Stekelenburg, Gregory van der Wiel, Oleguer, Jan Vertonghen, Vurnon Anita, Gabri, Eyong Enoh, Urby Emanuelson,Dennis Rommedahl, Darío Cvitanich, Miralem Sulejmani Wisselspelers Ajax: Kenneth Vermeer, Toby Alderweireld, Bruno Silva, Kennedy Bakırcıoğlu, Mitchel Donald, Marko Pantelić, Luis Suárez Wissels Ajax: '22 Dennis Rommedahl Kennedy Bakırcıoğlu '46 Darío Cvitanich Luis Suárez '112 Kennedy Bakırcıoğlu Marko Pantelić |

##### Achtste finale
|                                                                             |                                                       |                | | |
| woensdag 23 december 2009, 18.30 uur                                        | WHC                                                   | 1 - 14 (1 - 6) | Ajax | Selectie Ajax: |
| FC Zwolle Stadion, Zwolle Arbiter: Danny Makkelie Achtste finale KNVB beker | Jolf Stel 44' Luuk te Boekhorst 51' Robin Füchten 55' |                | '18 Marko Pantelić '23 Luis Suárez '24 Marko Pantelić '26 Ismaïl Aissati '27 Luis Suárez '30 Ismaïl Aissati '33 Luis Suárez '53 Luis Suárez '59 Luis Suárez '60 (e.d.) Jeffrey Bosch '67 Kennedy Bakırcıoğlu '83 Kennedy Bakırcıoğlu '85 Demy de Zeeuw '86 Luis Suárez '89 Luis Suárez | Maarten Stekelenburg, Gregory van der Wiel,Toby Alderweireld, Jan Vertonghen, Urby Emanuelson, Eyong Enoh, Ismaïl Aissati, Demy de Zeeuw, Kennedy Bakırcıoğlu, Marko Pantelić, Luis Suárez Wisselspelers Ajax: Kenneth Vermeer, Miralem Sulejmani, Siem de Jong, Vurnon Anita, Daley Blind, Dennis Rommedahl, Mitchell Donald Wissels Ajax: '61 Marko Pantelić Miralem Sulejmani '77 Ismaïl Aissati Siem de Jong |

##### Kwartfinale
|                                                                                                 |                                                                                     |                      | | |
| woensdag 27 januari 2010, 18.30 uur                                                             | Ajax                                                                                | 3 - 2 (1 - 0) w.n.v. | N.E.C. | Selectie Ajax: |
| Amsterdam ArenA, Amsterdam 17.398 toeschouwers Arbiter: Richard Liesveld Kwartfinale KNVB beker | Gregory van der Wiel 27' Demy de Zeeuw 43' Toby Alderweireld 112' Siem de Jong 114' |                      | '48 Jeroen Heubach '58 Jeroen Heubach '83 Björn Vleminckx '93 Rens van Eijden '103 Gábor Babos '111 Jeffrey Sarpong '114 Jeffrey Sarpong '117 Patrick Pothuizen '120 Lorenzo Davids | Maarten Stekelenburg, Gregory van der Wiel, Toby Alderweireld, Jan Vertonghen, Urby Emanuelson, Dennis Rommedahl, Demy de Zeeuw, Rasmus Lindgren, Ismaïl Aissati, Marko Pantelić, Miralem Sulejmani Wisselspelers Ajax: Kenneth Vermeer, Oleguer, Gabri, Siem de Jong, Vurnon Anita, Hyun Jun Suk, Christian Eriksen Wissels Ajax: '73 Ismaïl Aissati Christian Eriksen '86 Miralem Sulejmani Vurnon Anita '99 Rasmus Lindgren Siem de Jong |

##### Halve finale
|                                                                                                |                 |               | | |
| donderdag 25 maart 2010, 20.45 uur                                                             | Go Ahead Eagles | 0 - 6 (0 - 2) | Ajax | Selectie Ajax: |
| De Adelaarshorst, Deventer 6.439 toeschouwers Arbiter: Jack van Hulten Halve finale KNVB beker |                 |               | '11 Demy de Zeeuw '38 Marko Pantelić '75 Siem de Jong '77 Christian Eriksen '78 Dennis Rommedahl '85 Nicolás Lodeiro | Maarten Stekelenburg, Gregory van der Wiel, Toby Alderweireld, Jan Vertonghen, Urby Emanuelson, Demy de Zeeuw, Siem de Jong, Eyong Enoh, Luis Suárez, Marko Pantelić, Christian Eriksen Wisselspelers Ajax: Jeroen Verhoeven, Oleguer, Gabri, Vurnon Anita, Dennis Rommedahl, Hyun Jun Suk, Nicolás Lodeiro Wissels Ajax: '70 Marko Pantelić Dennis Rommedahl '78 Christian Eriksen Nicolás Lodeiro '79 Gregory van der Wiel Oleguer |

##### Finale
De KNVB heeft naar aanleiding van de veiligheidsrisico`s besloten de KNVB beker-finale over twee duels te laten spelen. Beide duels zullen worden gespeeld zonder supporters van de bezoekende club.
|                                                                                          |                                                                   |               |                                  | |
| zondag 25 april 2010, 18.00 uur                                                          | Ajax                                                              | 2 - 0 (2 - 0) | Feyenoord                        | Selectie Ajax: |
| Amsterdam ArenA, Amsterdam 37.283 toeschouwers Arbiter: Eric Braamhaar Finale KNVB beker | Siem de Jong 5' Siem de Jong 7' Demy de Zeeuw 29' Luis Suárez 65' |               | '82 André Bahia '92 Luigi Bruins | Maarten Stekelenburg, Gregory van der Wiel, Toby Alderweireld, Jan Vertonghen, Vurnon Anita, Eyong Enoh, Demy de Zeeuw, Urby Emanuelson, Siem de Jong, Marko Pantelić, Luis Suárez Wisselspelers Ajax: Kenneth Vermeer, Oleguer, Gabri, Miralem Sulejmani, Christian Eriksen, Nicolás Lodeiro, Dennis Rommedahl, Wissels Ajax: '69 Marko Pantelić Dennis Rommedahl '79 Urby Emanuelson Christian Eriksen |

| |                                                           |               | | |
| donderdag 6 mei 2010, 18.00 uur | Feyenoord                                                 | 1 - 4 (0 - 1) | Ajax                                                                                                   | Selectie Ajax: |
| Stadion Feijenoord, Rotterdam - toeschouwers Arbiter: Roelof Luinge Finale KNVB beker * Roelof Luinge krijgt in de '88ste minuut van de wedstrijd onder dankzeggingen van de spelers een publiekswissel. De scheidsrechter neemt afscheid van het profvoetbal. Kevin Blom is zijn vervanger. | Karim El Ahmadi 11' Tim de Cler 54' Jon Dahl Tomasson 71' |               | '4 Luis Suárez '53 Toby Alderweireld '64 Siem de Jong '77 Siem de Jong '83 Luis Suárez '83 Luis Suárez | Maarten Stekelenburg, Gregory van der Wiel, Toby Alderweireld, Jan Vertonghen, Vurnon Anita, Eyong Enoh, Demy de Zeeuw, Urby Emanuelson, Siem de Jong, Marko Pantelić, Luis Suárez Wisselspelers Ajax: Kenneth Vermeer, Oleguer, Gabri, Miralem Sulejmani, Christian Eriksen, Nicolás Lodeiro, Dennis Rommedahl Wissels Ajax: '62 Urby Emanuelson Christian Eriksen '78 Marko Pantelić Dennis Rommedahl '84 Siem de Jong Nicolás Lodeiro |

| KNVB beker 2009/10  |
| ------------------- |
| AFC Ajax 18de titel |

### UEFA Europa League 2009 / 2010

##### Play-offs
| |                                                                                     |               |                                                                            | |
| donderdag 20 augustus 2009, 20.45 uur                                                                      | Ajax                                                                                | 5 - 0 (1 - 0) | Slovan Bratislava                                                          | Opstelling Ajax: |
| Amsterdam ArenA, Amsterdam 20.168 toeschouwers Arbiter: Mark Clattenburg Play-offs UEFA Europa League      | Luis Suárez 43' Luis Suárez 65' Luis Suárez 79' Luis Suárez 84' Mitchell Donald 91' |               | '22 David Bičík '62 Ján Kozák                                              | Maarten Stekelenburg, Gregory van der Wiel, Toby Alderweireld, Jan Vertonghen, Thimothée Atouba, Dennis Rommedahl, Eyong Enoh, Siem de Jong, Demy de Zeeuw, Luis Suárez, Miralem Sulejmani Wisselspelers Ajax: Kenneth Vermeer, Urby Emanuelson, Rob Wielaert, Darío Cvitanich, Mitchell Donald, Kennedy Bakırcıoğlu, Marvin Zeegelaar Wissels Ajax: '70 Miralem Sulejmani Marvin Zeegelaar '72 Thimothée Atouba Urby Emanuelson '81 Siem de Jong Mitchell Donald |
| |                                                                                     |               |                                                                            | |
| donderdag 27 augustus 2009, 18.30 uur                                                                      | Slovan Bratislava                                                                   | 1 - 2 (1 - 1) | Ajax                                                                       | Opstelling Ajax: |
| Tehelné Pole Stadion, Bratislava 6.880 toeschouwers Arbiter: Kostas Kapitanis Play-offs UEFA Europa League | Gaúcho 32' Mario Božic 38' Jakub Sylvestr 46' Mamadou Bagayoko 81'                  |               | '30 Siem de Jong '59 Eyong Enoh '77 Jan Vertonghen '84 Kennedy Bakırcıoğlu | Maarten Stekelenburg, Gregory van der Wiel, Rob Wielaert, Jan Vertonghen, Thimothée Atouba, Eyong Enoh, Siem de Jong, Mitchell Donald, Luis Suárez, Darío Cvitanich, Urby Emanuelson Wisselspelers Ajax: Kenneth Vermeer, Miralem Sulejmani, Toby Alderweireld, Vurnon Anita, Kennedy Bakırcıoğlu, Demy de Zeeuw, Marvin Zeegelaar Wissels Ajax: '46 Luis Suárez Miralem Sulejmani '60 Eyong Enoh Kennedy Bakırcıoğlu '75 Thimothée Atouba Demy de Zeeuw          |

##### Groepsfase
| | |               |                                                                                   | |
| donderdag 17 september 2009, 19.00 uur                                                                            | Ajax                                                                                                  | 0 - 0 (0 - 0) | FC Timișoara                                                                      | Opstelling Ajax: |
| Amsterdam ArenA, Amsterdam 25.391 toeschouwers Arbiter: Alon Yefet Groepsfase Europa League                       | Jan Vertonghen 27'                                                                                    |               | '62 Dan Alexa '82 Gheorghe Bucur '91 Claudio Ionescu '92 Costel Pantilimon        | Maarten Stekelenburg, Gregory van der Wiel, Toby Alderweireld, Jan Vertonghen, Urby Emanuelson, Demy de Zeeuw, Siem de Jong, Kennedy Bakırcıoğlu, Ismaïl Aissati, Darío Cvitanich, Luis Suárez Wisselspelers Ajax: Kenneth Vermeer, Oleguer, Bruno Silva, Vurnon Anita, Miralem Sulejmani, Dennis Rommedahl, Marko Pantelić Wissels Ajax: '58 Darío Cvitanich Marko Pantelić '72 Kennedy Bakırcıoğlu Miralem Sulejmani '82 Ismaïl Aissati Dennis Rommedahl |
| | |               |                                                                                   | |
| donderdag 1 oktober 2009, 21.05 uur                                                                               | RSC Anderlecht                                                                                        | 1 - 1 (0 - 0) | Ajax                                                                              | Opstelling Ajax: |
| Constant Vanden Stockstadion, Anderlecht 23.000 toeschouwers Arbiter: Kristinn Jakobsson Groepsfase Europa League | Víctor Bernárdez 69' Olivier Deschacht 77' Jelle Van Damme 82' Jonathan Legear 85'                    |               | '72 Dennis Rommedahl '82 Demy de Zeeuw '92 Jan Vertonghen                         | Maarten Stekelenburg, Gregory van der Wiel, Toby Alderweireld, Jan Vertonghen, Urby Emanuelson, Kennedy Bakırcıoğlu, Demy de Zeeuw, Eyong Enoh, Ismaïl Aissati, Marko Pantelić, Luis Suárez Wisselspelers Ajax: Kenneth Vermeer, Bruno Silva, Oleguer, Dennis Rommedahl, Miralem Sulejmani, Darío Cvitanich, Vurnon Anita Wissels Ajax: '46 Kennedy Bakırcıoğlu Dennis Rommedahl '89 Ismaïl Aissati Miralem Sulejmani                                      |
| | |               |                                                                                   | |
| donderdag 22 oktober 2009, 21.05 uur                                                                              | Ajax                                                                                                  | 2 - 1 (1 - 0) | Dinamo Zagreb                                                                     | Opstelling Ajax: |
| Amsterdam ArenA, Amsterdam 30.700 toeschouwers Arbiter: Thomas Einwaller Groepsfase Europa League                 | Luis Suárez(p) 3' Vurnon Anita 9' Urby Emanuelson 14' Miralem Sulejmani 69' Dennis Rommedahl 80'      |               | '2 Robert Kovac '56 Milan Badelj '58 Leandro Cufré '93 Ivan Tomecak               | Maarten Stekelenburg, Gregory van der Wiel, Toby Alderweireld, Jan Vertonghen, Vurnon Anita, Urby Emanuelson, Eyong Enoh, Demy de Zeeuw, Miralem Sulejmani, Marko Pantelić, Luis Suárez Wisselspelers Ajax: Kenneth Vermeer, Oleguer, Gabri, Darío Cvitanich, Ismaïl Aissati, Dennis Rommedahl, Kennedy Bakırcıoğlu Wissels Ajax: '74 Marko Pantelić Dennis Rommedahl '78 Miralem Sulejmani Gabri '91 Luis Suárez Darío Cvitanich                          |
| | |               |                                                                                   | |
| donderdag 5 november 2009, 19.00 uur                                                                              | Dinamo Zagreb                                                                                         | 0 - 2 (0 - 2) | Ajax                                                                              | Opstelling Ajax: |
| Maksimir Stadion, Zagreb 0 toeschouwers Arbiter: Mike Dean Groepsfase Europa League                               | Adrián Calello 30' Leandro Cufré 36' Adrián Calello 73' Dejan Lovren 74'                              |               | '13 Marko Pantelić '46 Demy de Zeeuw '90 Siem de Jong                             | Maarten Stekelenburg, Gregory van der Wiel, Toby Alderweireld, Jan Vertonghen, Vurnon Anita, Eyong Enoh, Siem de Jong, Demy de Zeeuw, Urby Emanuelson, Luis Suárez, Marko Pantelić Wisselspelers Ajax: Kenneth Vermeer, Oleguer, Miralem Sulejmani, Bruno Silva, Darío Cvitanich, Mitchell Donald, Kennedy Bakırcıoğlu Wissels Ajax: '65 Eyong Enoh Mitchell Donald '77 Urby Emanuelson Miralem Sulejmani '80 Jan Vertonghen Oleguer                       |
| | |               |                                                                                   | |
| 2 december 2009, 21.05 uur                                                                                        | FC Timișoara                                                                                          | 1 - 2 (1 - 1) | Ajax                                                                              | Opstelling Ajax: |
| Dan Păltinișanustadion, Timișoara 8.085 toeschouwers Arbiter: Paolo Tagliavento Groepsfase Europa League          | Dorin Goga 2' Dan Alexa 22' Cristian Scutaru 25' Éder Bonfim 50' Costel Pantilimon 62' Dorin Goga 67' |               | '8 Luis Suárez '46 Marko Pantelić '51 Luis Suárez '65 Luis Suárez '66 Luis Suárez | Maarten Stekelenburg, Gregory van der Wiel, Toby Alderweireld, Jan Vertonghen, Vurnon Anita, Eyong Enoh, Demy de Zeeuw, Mitchell Donald, Urby Emanuelson, Marko Pantelić, Luis Suárez Wisselspelers Ajax: Kenneth Vermeer, Oleguer, George Ogăraru, Bruno Silva, Ismaïl Aissati, Miralem Sulejmani, Darío Cvitanich Wissels Ajax: '46 Urby Emanuelson Oleguer '59 Vurnon Anita Miralem Sulejmani '64 Gregory van der Wiel Bruno Silva                      |
| | |               |                                                                                   | |
| 17 december 2009, 19.00 uur                                                                                       | Ajax                                                                                                  | 1 - 3 (0 - 3) | RSC Anderlecht                                                                    | Opstelling Ajax: |
| Amsterdam ArenA, Amsterdam 36.156 toeschouwers Arbiter: Cüneyt Çakır Groepsfase Europa League                     | Urby Emanuelson 77' Luis Suárez 94'                                                                   |               | '13 Romelu Lukaku '22 Romelu Lukaku '43 Jonathan Legear '76 Olivier Deschacht     | Maarten Stekelenburg, Gregory van der Wiel, Oleguer, Jan Vertonghen, Vurnon Anita, Mitchell Donald, Siem de Jong, Eyong Enoh, Urby Emanuelson, Marko Pantelić, Miralem Sulejmani Wisselspelers Ajax: Kenneth Vermeer, Toby Alderweireld, Bruno Silva, Luis Suárez, Demy de Zeeuw, Ismaïl Aissati, Dennis Rommedahl Wissels Ajax: '60 Eyong Enoh Dennis Rommedahl '80 Mitchell Donald Luis Suárez '84 Siem de Jong Demy de Zeeuw                            |

###### Eindstand Groepsfase UEFA Europa League 2009 / 2010
|    | Team           | Gespeeld | Gewonnen | Gelijk | Verloren | Doelpunten voor | Doelpunten tegen | Doelsaldo | Punten |
| -- | -------------- | -------- | -------- | ------ | -------- | --------------- | ---------------- | --------- | ------ |
| 1. | RSC Anderlecht | 6        | 3        | 2      | 1        | 9               | 4                | +5        | 11     |
| 2. | AFC Ajax       | 6        | 3        | 2      | 1        | 8               | 6                | +2        | 11     |
| 3  | Dinamo Zagreb  | 6        | 2        | 0      | 4        | 6               | 8                | −2        | 6      |
| 4  | FC Timișoara   | 6        | 1        | 2      | 3        | 4               | 9                | −5        | 5      |

- Elke club uit de groepsfase van de UEFA Europa League 2009 / 2010 speelt een thuis- en een uitwedstrijd. De nummers 1 en 2 van de groep plaatsen zich voor de Knock-outfase.
- Dinamo Zagreb kreeg op 29 oktober 2009 3 punten in mindering wegens wangedrag van supporters tijdens de wedstrijd tegen FC Timișoara, tevens moet Dinamo Zagreb 2 thuiswedstrijden zonder publiek spelen. Dinamo ging echter in beroep tegen de straf en kreeg uiteindelijk zijn 3 punten terug.

##### Knock-Outfase
| |                                                                         |               | | |
| 18 februari 2010, 19.00 uur                                                                           | Ajax                                                                    | 1 - 2 (1 - 1) | Juventus FC                                                                                          | Opstelling Ajax: |
| Amsterdam ArenA, Amsterdam 51.675 toeschouwers Arbiter: Ivan Bebek Knock-outfase Europa League        | Miralem Sulejmani 16' Miralem Sulejmani 29' Oleguer 45' Luis Suárez 61' |               | '29 Nicola Legrottaglie '31 Amauri '42 Claudio Marchisio '51 Diego '58 Amauri '92 Hasan Salihamidzic | Maarten Stekelenburg, Gregory van der Wiel, Oleguer, Toby Alderweireld, Jan Vertonghen, Demy de Zeeuw, Eyong Enoh, Siem de Jong, Luis Suárez, Miralem Sulejmani, Urby Emanuelson Wisselspelers Ajax: Kenneth Vermeer, Vurnon Anita, Dennis Rommedahl, George Ogăraru, Hyun Jun Suk, Nicolás Lodeiro, Christian Eriksen Wissels Ajax: '73 Urby Emanuelson Christian Eriksen '80 Miralem Sulejmani Dennis Rommedahl '86 Eyong Enoh Hyun Jun Suk |
| |                                                                         |               | | |
| 25 februari 2010, 21.05 uur                                                                           | Juventus FC                                                             | 0 - 0 (0 - 0) | Ajax                                                                                                 | Opstelling Ajax: |
| Stadio Grande Torino, Turijn 20.000 toeschouwers Arbiter: Laurent Duhamel Knock-outfase Europa League | Felipe Melo 62'                                                         |               | '70 Eyong Enoh '85 Christian Eriksen '86 Jan Vertonghen                                              | Maarten Stekelenburg, Gregory van der Wiel, Toby Alderweireld, Oleguer, Jan Vertonghen, Demy de Zeeuw, Eyong Enoh, Siem de Jong, Christian Eriksen, Miralem Sulejmani, Marko Pantelić Wisselspelers Ajax: Kenneth Vermeer, Urby Emanuelson, Gabri, Vurnon Anita, Dennis Rommedahl, Hyun Jun Suk, Nicolás Lodeiro Wissels Ajax: '64 Miralem Sulejmani Hyun Jun Suk '75 Marko Pantelić Urby Emanuelson '77 Eyong Enoh Dennis Rommedahl          |

### Eredivisie 2009 / 2010
| | |               | | |
| zondag 2 augustus 2009, 14.30 uur                                                                         | FC Groningen | 0 - 2 (0 - 1) | Ajax | Opstelling Ajax: |
| Euroborg, Groningen 22.000 toeschouwers Arbiter: Björn Kuipers Speelronde 1 Eredivisie                    | Goran Lovre 42' Koen van de Laak 65' Danny Holla 70' |               | '4 Gregory van der Wiel '32 Demy de Zeeuw '41 Miralem Sulejmani '43 Eyong Enoh '58 Urby Emanuelson '72 Dennis Rommedahl                   | Maarten Stekelenburg, Gregory van der Wiel, Rob Wielaert, Toby Alderweireld, Jan Vertonghen, Dennis Rommedahl, Eyong Enoh, Demy de Zeeuw, Urby Emanuelson, Luis Suárez, Miralem Sulejmani Wisselspelers Ajax: Kenneth Vermeer, Thimothée Atouba, Ismaïl Aissati, Bruno Silva, Darío Cvitanich, Siem de Jong, Mitchell Donald Wissels Ajax: '85 Miralem Sulejmani Ismaïl Aissati                                                                              |
| | |               | | |
| zaterdag 8 augustus 2009, 18.45 uur                                                                       | Ajax | 4 - 1 (1 - 1) | RKC Waalwijk | Opstelling Ajax: |
| Amsterdam ArenA, Amsterdam 49.072 toeschouwers Arbiter: Roelof Luinge Speelronde 2 Eredivisie             | Gregory van der Wiel 10' Toby Alderweireld 61' Luis Suárez(p) 70' Luis Suárez 82' Luis Suárez 91'                                                            |               | '5 Wouter Gudde '30 Benjamin De Ceulaer '37 Frank van Mosselveld '70 Wouter Gudde                                                         | Maarten Stekelenburg, Gregory van der Wiel, Rob Wielaert, Toby Alderweireld, Jan Vertonghen, Dennis Rommedahl, Demy De Zeeuw, Ismaïl Aissati, Urby Emanuelson, Luis Suárez, Darío Cvitanich Wisselspelers Ajax: Kenneth Vermeer, Thimothée Atouba, Miralem Sulejmani, Bruno Silva, Eyong Enoh, Mitchell Donald, Marvin Zeegelaar Wissels Ajax: '46 Ismaïl Aissati Eyong Enoh '58 Darío Cvitanich Miralem Sulejmani '68 Urby Emanuelson Marvin Zeegelaar      |
| | |               | | |
| zondag 16 augustus 2009, 12.30 uur                                                                        | PSV | 4 - 3 (1 - 2) | Ajax | Opstelling Ajax: |
| Philips Stadion, Eindhoven 33.000 toeschouwers Arbiter: Pieter Vink Speelronde 3 Eredivisie               | Balázs Dzsudzsák 15' Balázs Dzsudzsák 36' Erik Pieters 44' Otman Bakkal 49' Balázs Dzsudzsák 54' Ibrahim Afellay 65' Otman Bakkal 74'                        |               | '2 Luis Suárez '15 Demy de Zeeuw '16 Rob Wielaert '26 Luis Suárez '38 Luis Suárez '52 Thimothée Atouba '57 Urby Emanuelson '85 Eyong Enoh | Maarten Stekelenburg, Gregory van der Wiel, Rob Wielaert, Toby Alderweireld, Thimothée Atouba, Demy de Zeeuw, Eyong Enoh, Jan Vertonghen, Urby Emanuelson, Dennis Rommedahl, Luis Suárez Wisselspelers Ajax: Kenneth Vermeer, Oleguer, Miralem Sulejmani, Ismaïl Aissati, Bruno Silva, Darío Cvitanich, Mitchell Donald Wissels Ajax: '76 Urby Emanuelson Miralem Sulejmani '82 Dennis Rommedahl Darío Cvitanich                                             |
| | |               | | |
| zondag 23 augustus 2009, 14.30 uur                                                                        | Ajax | 0 - 0 (0 - 0) | Sparta Rotterdam | Opstelling Ajax: |
| Amsterdam ArenA, Amsterdam 46.128 toeschouwers Arbiter: Jan Wegereef Speelronde 4 Eredivisie              | Toby Alderweireld 79' |               | '28 Emmanuel Boakye '37 Nathan Rutjes '85 Sander van Gessel                                                                               | Maarten Stekelenburg, Gregory van der Wiel, Toby Alderweireld, Jan Vertonghen, Vurnon Anita, Demy de Zeeuw, Siem de Jong, Ismaïl Aissati, Urby Emanuelson, Dennis Rommedahl, Luis Suárez Wisselspelers Ajax: Kenneth Vermeer, Miralem Sulejmani, Bruno Silva, Rob Wielaert, Darío Cvitanich, Eyong Enoh, Marvin Zeegelaar Wissels Ajax: '46 Urby Emanuelson Marvin Zeegelaar '72 Siem de Jong Miralem Sulejmani '77 Ismaïl Aissati Eyong Enoh                |
| | |               | | |
| zondag 30 augustus 2009, 16.30 uur                                                                        | Heracles Almelo | 0 - 3 (0 - 0) | Ajax | Opstelling Ajax: |
| Polman Stadion, Almelo 8.500 toeschouwers Arbiter: Pol van Boekel Speelronde 5 Eredivisie                 | Kwame Quansah 66' Kwame Quansah 69' |               | '26 Demy de Zeeuw '31 Luis Suárez '67 Toby Alderweireld '86 Darío Cvitanich '88 Ismaïl Aissati                                            | Maarten Stekelenburg, Gregory van der Wiel, Toby Alderweireld, Jan Vertonghen, Urby Emanuelson, Demy de Zeeuw, Ismaïl Aissati, Eyong Enoh, Dennis Rommedahl, Luis Suárez, Miralem Sulejmani Wisselspelers Ajax: Kenneth Vermeer, Rob Wielaert, Vurnon Anita, Siem de Jong, Darío Cvitanich, Marvin Zeegelaar, Kennedy Bakırcıoğlu Wissels Ajax: '46 Dennis Rommedahl Darío Cvitanich '76 Miralem Sulejmani Kennedy Bakırcıoğlu                               |
| | |               | | |
| zondag 13 september 2009, 14.30 uur                                                                       | Ajax | 6 - 0 (4 - 0) | NAC Breda | Opstelling Ajax: |
| Amsterdam ArenA, Amsterdam 48.127 toeschouwers Arbiter: Bas Nijhuis Speelronde 6 Eredivisie               | Darío Cvitanich 10' Jan Vertonghen 18' Luis Suárez 41' Darío Cvitanich 45' Kennedy Bakırcıoğlu 47' Ismaïl Aissati 50' Darío Cvitanich 62' Jan Vertonghen 84' |               | '17 Patrick Zwaanswijk '27 Matthew Amoah '50 Joonas Kolkka                                                                                | Maarten Stekelenburg, Gregory van der Wiel, Toby Alderweireld, Jan Vertonghen, Urby Emanuelson, Kennedy Bakırcıoğlu, Demy de Zeeuw, Ismaïl Aissati, Eyong Enoh, Darío Cvitanich, Luis Suárez Wisselspelers Ajax: Kenneth Vermeer, Oleguer, Thimothée Atouba, Marko Pantelić, Miralem Sulejmani, Siem de Jong, Vurnon Anita Wissels Ajax: '46 Eyong Enoh Vurnon Anita '71 Ismaïl Aissati Miralem Sulejmani '77 Darío Cvitanich Marko Pantelić                 |
| | |               | | |
| zondag 20 september 2009, 14.30 uur                                                                       | VVV-Venlo | 0 - 4 (0 - 1) | Ajax | Opstelling Ajax: |
| Seacon Stadion - De Koel -, Venlo 7.000 toeschouwers Arbiter: Ruud Bossen Speelronde 7 Eredivisie         | Frank van Kouwen 34' |               | '3 Luis Suárez '15 Vurnon Anita '39 Maarten Stekelenburg '68 Luis Suárez '70 Luis Suárez '78 Luis Suárez '90 Luis Suárez                  | Maarten Stekelenburg, Gregory van der Wiel, Toby Alderweireld, Jan Vertonghen, Urby Emanuelson, Demy de Zeeuw, Vurnon Antia, Ismaïl Aissati, Kennedy Bakırcıoğlu, Darío Cvitanich, Luis Suárez Wisselspelers Ajax: Kenneth Vermeer, Oleguer, Bruno Silva, Mitchell Donald, Miralem Sulejmani, Dennis Rommedahl, Marko Pantelić Wissels Ajax: '54 Darío Cvitanich Miralem Sulejmani '66 Kennedy Bakırcıoğlu Dennis Rommedahl '76 Vurnon Anita Mitchell Donald |
| | |               | | |
| zondag 27 september 2009, 12.30 uur                                                                       | Ajax | 3 - 0 (1 - 0) | ADO Den Haag | Opstelling Ajax: |
| Amsterdam ArenA, Amsterdam 44.190 toeschouwers Arbiter: Paul Allaerts Speelronde 8 Eredivisie             | Eyong Enoh 21' Demy de Zeeuw 25' Kennedy Bakırcıoğlu 47' Marko Pantelić 71' Ismaïl Aissati 74' Siem de Jong 89'                                              |               | '78 Charlton Vicento | Maarten Stekelenburg, Gregory van der Wiel, Toby Alderweireld, Jan Vertonghen, Urby Emanuelson, Kennedy Bakırcıoğlu, Eyong Enoh, Demy de Zeeuw, Ismaïl Aissati, Darío Cvitanich, Luis Suárez Wisselspelers Ajax: Kenneth Vermeer, Oleguer, Marko Pantelić, Miralem Sulejmani, Siem de Jong, Vurnon Anita, Dennis Rommedahl Wissels Ajax: '46 Kennedy Bakırcıoğlu Dennis Rommedahl '63 Darío Cvitanich Marko Pantelić '82 Ismaïl Aissati Siem de Jong         |
| | |               | | |
| zondag 4 oktober 2009, 12.30 uur                                                                          | Roda JC Kerkrade | 2 - 2 (1 - 1) | Ajax | Opstelling Ajax: |
| Parkstad Limburg Stadion, Kerkrade 17.500 toeschouwers Arbiter: Eric Braamhaar Speelronde 9 Eredivisie    | Davy De Fauw 22' Arnaud Sutchuin Djoum 24' Mads Junker 26' Boldizsár Bodor 54' Anouar Hadouir 71'                                                            |               | '23 (p) Luis Suárez '35 Eyong Enoh '66 Luis Suárez '79 Jan Vertonghen '80 Urby Emanuelson                                                 | Maarten Stekelenburg, Gregory van der Wiel, Toby Alderweireld, Jan Vertonghen, Urby Emanuelson, Eyong Enoh, Ismaïl Aissati, Demy de Zeeuw, Miralem Sulejmani, Luis Suárez, Marko Pantelić Wisselspelers Ajax: Kenneth Vermeer, Oleguer, Bruno Silva, Darío Cvitanich, Siem de Jong, Vurnon Anita, Dennis Rommedahl Wissels Ajax: '46 Miralem Sulejmani Dennis Rommedahl '58 Ismaïl Aissati Siem de Jong '84 Marko Pantelić Oleguer                           |
| | |               | | |
| zaterdag 17 oktober 2009, 18.45 uur                                                                       | Ajax | 4 - 0 (1 - 0) | Willem II | Opstelling Ajax: |
| Amsterdam ArenA, Amsterdam 49.900 toeschouwers Arbiter: Pol van Boekel Speelronde 10 Eredivisie           | Jan Vertonghen 22' Luis Suárez 29' Eyong Enoh 46' Miralem Sulejmani 64' Marko Pantelić 82' Luis Suárez 90'                                                   |               | '28 Frank Demouge '52 Arjan Swinkels '67 Léo Veloso '79 Léo Veloso                                                                        | Maarten Stekelenburg, Gregory van der Wiel, Toby Alderweireld, Jan Vertonghen, Vurnon Anita, Dennis Rommedahl, Eyong Enoh, Demy de Zeeuw, Ismaïl Aissati, Marko Pantelić, Luis Suárez Wisselspelers Ajax: Kenneth Vermeer, Oleguer, Thimothée Atouba, Miralem Sulejmani, Gabri, Darío Cvitanich, Kennedy Bakırcıoğlu Wissels Ajax: '61 Dennis Rommedahl Miralem Sulejmani '66 Eyong Enoh Gabri '83 Ismaïl Aissati Kennedy Bakırcıoğlu                        |
| | |               | | |
| zondag 25 oktober 2009, 14.30 uur                                                                         | AZ | 2 - 4 (1 - 0) | Ajax | Opstelling Ajax: |
| DSB Stadion, Alkmaar 16.867 toeschouwers Arbiter: Bas Nijhuis Speelronde 11 Eredivisie                    | Kew Jaliens 14' Mounir El Hamdaoui 28' Gill Swerts 68' Héctor Moreno 84' Graziano Pellè 91'                                                                  |               | '56 Urby Emanuelson '58 Luis Suárez '64 Gregory van der Wiel '90 Luis Suárez                                                              | Maarten Stekelenburg, Gregory van der Wiel, Toby Alderweireld, Jan Vertonghen, Vurnon Anita, Eyong Enoh, Urby Emanuelson, Demy de Zeeuw, Dennis Rommedahl, Marko Pantelić, Luis Suárez Wisselspelers Ajax: Kenneth Vermeer, Bruno Silva, Oleguer, Gabri, Miralem Sulejmani, Darío Cvitanich, Kennedy Bakırcıoğlu, Wissels Ajax: '46 Marko Pantelić Gabri |
| | |               | | |
| zondag 1 november 2009, 12.30 uur                                                                         | Ajax | 5 - 1 (1 - 0) | Feyenoord | Opstelling Ajax: |
| Amsterdam ArenA, Amsterdam 51.028 toeschouwers Arbiter: Kevin Blom Speelronde 12 Eredivisie               | Toby Alderweireld 36' Demy de Zeeuw 41' Urby Emanuelson 46' Gregory van der Wiel 57' Demy de Zeeuw 81' Luis Suárez(p) 90'                                    |               | '43 Stefan Babovic '73 Denny Landzaat '89 Rob van Dijk                                                                                    | Maarten Stekelenburg, Gregory van der Wiel, Toby Alderweireld, Jan Vertonghen, Vurnon Anita, Gabri, Demy de Zeeuw, Eyong Enoh, Urby Emanuelson, Marko Pantelić, Luis Suárez Wisselspelers Ajax: Kenneth Vermeer, Oleguer, Miralem Sulejmani, Bruno Silva, Darío Cvitanich, Siem de Jong Wissels Ajax: '60 Eyong Enoh Miralem Sulejmani '83 Marko Pantelić Siem de Jong                                                                                       |
| | |               | | |
| zondag 8 november 2009, 16.30 uur                                                                         | FC Twente | 1 - 0 (0 - 0) | Ajax | Opstelling Ajax: |
| De Grolsch Veste, Enschede 24.000 toeschouwers Arbiter: Pieter Vink Speelronde 13 Eredivisie              | Peter Wisgerhof 31' Sander Boschker 32' Bryan Ruiz 46' Wout Brama 74' Theo Janssen 90'                                                                       |               | '53 Jan Vertonghen '74 Maarten Stekelenburg                                                                                               | Maarten Stekelenburg, Gregory van der Wiel, Toby Alderweireld, Jan Vertonghen, Vurnon Anita, Gabri, Demy de Zeeuw, Eyong Enoh, Urby Emanuelson, Marko Pantelić, Luis Suárez Wisselspelers Ajax: Kenneth Vermeer, Oleguer, Bruno Silva, Miralem Sulejmani, Dennis Rommedahl, Mitchell Donald Wissels Ajax: '16 Marko Pantelić Miralem Sulejmani '57 Demy de Zeeuw Siem de Jong '70 Gabri Dennis Rommedahl                                                     |
| | |               | | |
| zondag 22 november 2009, 14.30 uur                                                                        | Ajax | 5 - 1 (5 - 1) | Sc Heerenveen | Opstelling Ajax: |
| Amsterdam ArenA, Amsterdam 49.598 toeschouwers Arbiter: Roelof Luinge Speelronde 14 Eredivisie            | Demy de Zeeuw 7' Demy de Zeeuw 24' Marko Pantelić 27' Luis Suárez(p) 34' Ismaïl Aissati 39'                                                                  |               | '34 Oussama Assaidi '38 Goran Popov '79 Michel Breuer                                                                                     | Maarten Stekelenburg, Gregory van der Wiel, Toby Alderweireld, Jan Vertonghen, Vurnon Anita, Demy de Zeeuw, Ismaïl Aissati, Eyong Enoh, Urby Emanuelson, Marko Pantelić, Luis Suárez Wisselspelers Ajax: Kenneth Vermeer, Oleguer, Miralem Sulejmani, Gabri, Darío Cvitanich, Mitchell Donald, Kennedy Bakırcıoğlu Wissels Ajax: '70 Eyong Enoh Gabri '72 Ismaïl Aissati Miralem Sulejmani '85 Marko Pantelić Mitchell Donald                                |
| | |               | | |
| zondag 29 november 2009, 12.30 uur                                                                        | Vitesse | 1 - 5 (1 - 2) | Ajax | Opstelling Ajax: |
| GelreDome, Arnhem 21.850 toeschouwers Arbiter: Ruud Bossen Speelronde 15 Eredivisie                       | Dalibor Stevanovic 3' Paul Verhaegh 40' Onur Kaya 81' |               | '15 Marko Pantelić '18 Marko Pantelić '49 Marko Pantelić '68 Kennedy Bakırcıoğlu '72 Ismaïl Aissati '74 Ismaïl Aissati                    | Maarten Stekelenburg, Gregory van der Wiel, Toby Alderweireld, Jan Vertonghen, Vurnon Anita, Eyong Enoh, Demy de Zeeuw, Ismaïl Aissati, Urby Emanuelson, Marko Pantelić, Luis Suárez Wisselspelers Ajax: Kenneth Vermeer, Oleguer, Miralem Sulejmani, Bruno Silva, Darío Cvitanich, Mitchell Donald, Kennedy Bakırcıoğlu Wissels Ajax: '67 Marko Pantelić Kennedy Bakırcıoğlu '77 Eyong Enoh Mitchell Donald                                                 |
| | |               | | |
| zondag 6 december 2009, 12.30 uur                                                                         | FC Utrecht | 2 - 0 (0 - 0) | Ajax | Opstelling Ajax: |
| Stadion Galgenwaard, Utrecht 24.000 toeschouwers Arbiter: Bas Nijhuis Speelronde 16 Eredivisie            | Jacob Mulenga 47' Michael Silberbauer 59' Jan Wuytens 66' |               | '27 Vurnon Anita '30 Toby Alderweireld '63 Eyong Enoh '74 Vurnon Anita '87 Luis Suárez                                                    | Maarten Stekelenburg, Gregory van der Wiel, Toby Alderweireld, Jan Vertonghen, Vurnon Anita, Eyong Enoh, Demy de Zeeuw, Ismaïl Aissati, Urby Emanuelson, Luis Suárez, Marko Pantelić Wisselspelers Ajax: Kenneth Vermeer, Oleguer, Bruno Silva, Dennis Rommedahl, Miralem Sulejmani, Mitchell Donald, Darío Cvitanich Wissels Ajax: '54 Urby Emanuelson Dennis Rommedahl '65 Ismaïl Aissati Mitchell Donald '70 Marko Pantelić Miralem Sulejmani             |
| | |               | | |
| vrijdag 11 december 2009, 20.45 uur                                                                       | Ajax | 3 - 0 (1 - 0) | N.E.C. | Opstelling Ajax: |
| Amsterdam ArenA, Amsterdam 47.297 toeschouwers Arbiter: Eric Braamhaar Speelronde 17 Eredivisie           | Demy de Zeeuw 26' Luis Suárez 47' Siem de Jong 65' Mitchell Donald 78'                                                                                       |               | '56 Arek Radomski '72 Mitchell Burgzorg                                                                                                   | Maarten Stekelenburg, Gregory van der Wiel, Toby Alderweireld Jan Vertonghen, Urby Emanuelson, Dennis Rommedahl, Mitchell Donald, Demy de Zeeuw, Ismaïl Aissati, Marko Pantelić, Luis Suárez Wisselspelers Ajax: Kenneth Vermeer, Oleguer, Bruno Silva, Darío Cvitanich, Miralem Sulejmani, Siem de Jong, Kennedy Bakırcıoğlu Wissels Ajax: '15 Ismaïl Aissati Siem de Jong '62 Dennis Rommedahl Miralem Sulejmani                                           |
| | |               | | |
| zondag 17 januari 2010, 14.30 uur                                                                         | NAC Breda | 1 - 1 (1 - 1) | Ajax | Opstelling Ajax: |
| Rat Verlegh Stadion, Breda 17.750 toeschouwers Arbiter: Kevin Blom Speelronde 18 Eredivisie               | Ellery Cairo 19' Edwin de Graaf 83' Tommie van der Leegte 91'                                                                                                |               | '24 Vurnon Anita '36 Rasmus Lindgren '55 Gregory van der Wiel '81 Demy de Zeeuw                                                           | Maarten Stekelenburg, Gregory van der Wiel, Toby Alderweireld, Jan Vertonghen, Vurnon Anita, Urby Emanuelson, Demy de Zeeuw, Rasmus Lindgren, Kennedy Bakırcıoğlu, Christian Eriksen, Luis Suárez Wisselspelers Ajax: Kenneth Vermeer, Oleguer, Gabri, Siem de Jong, Miralem Sulejmani, Dennis Rommedahl, Ismaïl Aissati Wissels Ajax: '46 Vurnon Anita Miralem Sulejmani '78 Kenndy Bakırcıoğlu Dennis Rommedahl '84 Christian Eriksen Siem de Jong         |
| | |               | | |
| zondag 24 januari 2010, 12.30 uur                                                                         | Ajax | 1 - 0 (0 - 0) | AZ | Opstelling Ajax: |
| Amsterdam ArenA, Amsterdam 47.770 toeschouwers Arbiter: Björn Kuipers Speelronde 19 Eredivisie            | Gregory van der Wiel 63' Rasmus Lindgren 86' |               | '23 Niklas Moisander '30 Moussa Dembélé '34 Stijn Schaars '48 David Mendes da Silva '65 Kew Jaliens '69 Jeremain Lens '78 Héctor Moreno   | Kenneth Vermeer, Gregory van der Wiel, Toby Alderweireld, Jan Vertonghen, Vurnon Anita, Rasmus Lindgren, Siem de Jong, Ismaïl Aissati, Dennis Rommedahl, Urby Emanuelson, Luis Suárez Wisselspelers Ajax: Jeroen Verhoeven, Oleguer, Miralem Sulejmani, Gabri, Kennedy Bakırcıoğlu, Christian Eriksen, Hyun Jun Suk Wissels Ajax: '73 Ismaïl Aissati Gabri '89 Dennis Rommedahl Kennedy Bakırcıoğlu                                                          |
| | |               | | |
| zondag 31 januari 2010, 12.30 uur                                                                         | Feyenoord | 1 - 1 (0 - 1) | Ajax | Opstelling Ajax: |
| Stadion Feijenoord, Rotterdam 47.000 toeschouwers Arbiter: Pieter Vink Speelronde 20 Eredivisie           | Jon Dahl Tomasson 11' Georginio Wijnaldum 66' |               | '24 Marko Pantelić '59 Eyong Enoh | Maarten Stekelenburg, Gregory van der Wiel, Toby Alderweireld, Jan Vertonghen, Urby Emanuelson, Demy de Zeeuw, Eyong Enoh, Rasmus Lindgren, Dennis Rommedahl, Marko Pantelić, Luis Suárez Wisselspelers Ajax: Kenneth Vermeer, Oleguer, Gabri, Siem de Jong, Vurnon Anita, Kennedy Bakırcıoğlu, Christian Eriksen Wissels Ajax: '14 Toby Alderweireld Oleguer '73 Dennis Rommedahl Vurnon Anita '86 Urby Emanuelson Christian Eriksen                        |
| | |               | | |
| woensdag 3 februari 2010, 20.15 uur                                                                       | Ajax | 4 - 0 (0 - 0) | Roda JC Kerkrade | Opstelling Ajax: |
| Amsterdam ArenA, Amsterdam 46.556 toeschouwers Arbiter: Bas Nijhuis Speelronde 21 Eredivisie              | Luis Suárez(p) 54' Luis Suárez(p) 69' Luis Suárez 78' Luis Suárez 85'                                                                                        |               | '53 Davy De Fauw '59 Jan-Paul Saeijs '66 Davy De Fauw '77 Ruud Vormer                                                                     | Maarten Stekelenburg, Gregory van der Wiel, Oleguer, Jan Vertonghen, Urby Emanuelson, Demy de Zeeuw, Siem de Jong, Eyong Enoh, Dennis Rommedahl, Marko Pantelić, Luis Suárez Wisselspelers Ajax: Kenneth Vermeer, Rasmus Lindgren, Gabri, Vurnon Anita, Kennedy Bakırcıoğlu, Hyun Jun Suk, Christian Eriksen Wissels Ajax: '46 Eyong Enoh Rasmus Lindgren '79 Marko Pantelić Hyun Jun Suk '84 Demy de Zeeuw Christian Eriksen                                |
| | |               | | |
| zondag 7 februari 2010, 16.30 uur                                                                         | Ajax | 3 - 0 (2 - 0) | FC Twente | Opstelling Ajax: |
| Amsterdam ArenA, Amsterdam 49.184 toeschouwers Arbiter: Jan Wegereef Speelronde 22 Eredivisie             | Demy de Zeeuw 20' Demy de Zeeuw 21' Marko Pantelić 44' Dennis Rommedahl 74' Jan Vertonghen 92'                                                               |               | '16 Dwight Tiendalli '63 Wout Brama '65 Theo Janssen                                                                                      | Maarten Stekelenburg, Gregory van der Wiel, Oleguer, Jan Vertonghen, Vurnon Anita, Demy de Zeeuw, Siem de Jong, Rasmus Lindgren, urby Emanuelson, Marko Pantelić, Luis Suárez Wisselspelers Ajax: Kenneth Vermeer, George Ogăraru, Gabri, Dennis Rommedahl, Kennedy Bakırcıoğlu, Nicolás Lodeiro, Christian Eriksen Wissels Ajax: '64 Demy de Zeeuw Gabri '68 Urby Emanuelson Dennis Rommedahl '82 Marko Pantelić Nicolás Lodeiro                            |
| | |               | | |
| zaterdag 13 februari 2010, 19.45 uur                                                                      | Sc Heerenveen | 0 - 2 (0 - 0) | Ajax | Opstelling Ajax: |
| Abe Lenstra Stadion, Heerenveen 26.000 toeschouwers Arbiter: Ruud Bossen Speelronde 23 Eredivisie         | Daryl Janmaat 50' Christian Grindheim 72' |               | '24 Gregory van der Wiel '47 Marko Pantelić '48 Dennis Rommedahl '89 Luis Suárez                                                          | Maarten Stekelenburg, Gregory van der Wiel, Toby Alderweireld, Oleguer, Vurnon Anita, Demy de Zeeuw, Rasmus Lindgren, Siem de Jong, Dennis Rommedahl, Marko Pantelić, Luis Suárez Wisselspelers Ajax: Kenneth Vermeer, George Ogăraru, Miralem Sulejmani, Kennedy Bakırcıoğlu, Nicolás Lodeiro, Hyun Jun Suk, Christian Eriksen Wissels Ajax: '46 Rasmus Lindgren Christian Eriksen                                                                          |
| | |               | | |
| zondag 21 februari 2010, 14.30 uur                                                                        | Ajax | 4 - 0 (3 - 0) | Vitesse | Opstelling Ajax: |
| Amsterdam ArenA, Amsterdam 47.726 toeschouwers Arbiter: Jack van Hulten Speelronde 24 Eredivisie          | Siem de Jong 17' Luis Suárez 20' Paul Verhaegh(e.d.) 26' Siem de Jong 57'                                                                                    |               | | Maarten Stekelenburg, Gregory van der Wiel, Toby Alderweireld, Jan Vertonghen, Vurnon Anita, Eyong Enoh, Demy de Zeeuw, Siem de Jong, Christian Eriksen, Marko Pantelić, Luis Suárez Wisselspelers Ajax: Kenneth Vermeer, George Ogăraru, Miralem Sulejmani, Nicolás Lodeiro, Urby Emanuelson, Dennis Rommedahl, Hyun Jun Suk Wissels Ajax: '58 Demy de Zeeuw Urby Emanuelson '67 Marko Pantelić Nicolás Lodeiro '83 Siem de Jong Dennis Rommedahl           |
| | |               | | |
| zondag 28 februari 2010, 12.30 uur                                                                        | Ajax | 4 - 0 (1 - 0) | FC Utrecht | Opstelling Ajax: |
| Amsterdam ArenA, Amsterdam 45.113 toeschouwers Arbiter: Eric Braamhaar Speelronde 25 Eredivisie           | Luis Suárez 42' Gregory van der Wiel 66' Luis Suárez 68' Luis Suárez 83' Dennis Rommedahl 88'                                                                |               | '16 Sander Keller '32 Jan Wuytens | Maarten Stekelenburg, Toby Alderweireld, Jan Vertonghen, Vurnon Anita, Demy de Zeeuw, Eyong Enoh, Siem de Jong, Christian Erkisen, Marko Pantelić, Luis Suárez Wisselspelers Ajax: Kenneth Vermeer, Oleguer, Urby Emanuelson, Miralem Sulejmani, Gabri, Dennis Rommedahl, Nicolás Lodeiro Wissels Ajax: '46 Vurnon Anita Urby Emanuelson '46 Marko Pantelić Dennis Rommedahl '71 Christian Eriksen Nicolás Lodeiro                                           |
| | |               | | |
| zondag 7 maart 2010, 12.30 uur                                                                            | Sparta Rotterdam | 0 - 3 (0 - 2) | Ajax | Opstelling Ajax: |
| Sparta-Stadion Het Kasteel, Rotterdam 10.000 toeschouwers Arbiter: Paul Allaerts Speelronde 26 Eredivisie | Ruud Knol 92' |               | '13 Siem de Jong '35 Gregory van der Wiel '43 Siem de Jong '52 Jan Vertonghen '61 Dennis Rommedahl                                        | Maarten Stekelenburg, Gregory van der Wiel, Toby Alderweireld, Jan Vertonghen, Urby Emanuelson, Demy de Zeeuw, Siem de Jong, Eyong Enoh, Dennis Rommedahl, Marko Pantelić, Christian Eriksen Wisselspelers Ajax: Kenneth Vermeer, Oleguer, Miralem Sulejmani, Gabri, Vurnon Anita, Hyun Jun Suk, Nicolás Lodeiro Wissels Ajax: '73 Demy de Zeeuw Gabri '75 Marko Pantelić Hyun Jun Suk '85 Eyong Enoh Vurnon Anita                                           |
| | |               | | |
| zondag 14 maart 2010, 16.30 uur                                                                           | Ajax | 4 - 1 (2 - 0) | PSV | Opstelling Ajax: |
| Amsterdam ArenA, Amsterdam 50.984 toeschouwers Arbiter: Kevin Blom Speelronde 27 Eredivisie               | Toby Alderweireld 4' Demy de Zeeuw 6' Siem de Jong 27' Urby Emanuelson 43' Marko Pantelić 64' Jan Vertonghen 81' Luis Suárez 89'                             |               | '20 Erik Pieters '37 Carlos Salcido '82 (p) Balázs Dzsudzsák '88 Jagoš Vuković                                                            | Maarten Stekelenburg Stekelenburg, Gregory van der Wiel, Toby Alderweireld, Jan Vertonghen, Vurnon Anita, Demy de Zeeuw, Siem de Jong, Eyong Enoh, Luis Suárez, Marko Pantelić, Urby Emanuelson Wisselspelers Ajax: Kenneth Vermeer, Oleguer, Gabri, Dennis Rommedahl, Hyun Jun Suk, Nicolás Lodeiro, Chistian Eriksen Wissels Ajax: '56 Siem de Jong Gabri '91 Urby Emanuelson Christian Eriksen '92 Marko Pantelić Hyun Jun Suk                            |
| | |               | | |
| zondag 21 maart 2010, 12.30 uur                                                                           | RKC Waalwijk | 1 - 5 (1 - 1) | Ajax | Opstelling Ajax: |
| Mandemakers Stadion, Waalwijk 7.500 toeschouwers Arbiter: Richard Liesveld Speelronde 28 Eredivisie       | Hans Mulder 21' Marko Pantelić(e.d.) 27' Ruud Berger 29' Alexandre Di Gregorio 31' Ruud Berger 68'                                                           |               | '8 Siem de Jong '47 Luis Suárez '63 Vurnon Anita '64 (e.d.) Hans Mulder '66 Marko Pantelić '84 Luis Suárez '86 Dennis Rommedahl           | Maarten Stekelenburg, Gregory van der Wiel, Oleguer, Vurnon Anita, Urby Emanuelson, Gabri, Siem de Jong, Eyong Enoh, Luis Suárez, Marko Pantelić, Christian Eriksen Wisselspelers Ajax: Kenneth Vermeer, George Ogăraru, Miralem Sulejmani, Dennis Rommedahl, Kennedy Bakırcıoğlu, Hyun Jun Suk, Nicolás Lodeiro Wissels Ajax: '71 Marko Pantelić Dennis Rommedahl '85 Chirstian Eriksen Nicolás Lodeiro                                                     |
| | |               | | |
| zondag 28 maart 2010, 14.30 uur                                                                           | Ajax | 3 - 0 (1 - 0) | FC Groningen | Opstelling Ajax: |
| Amsterdam ArenA, Amsterdam 47.000 toeschouwers Arbiter: Ruud Bossen Speelronde 29 Eredivisie              | Jan Vertonghen 37' Siem de Jong 66' Jan Vertonghen 81' |               | '34 Gibril Sankoh | Maarten Stekelenburg, Gregory van der Wiel, Toby Alderweireld, Jan Vertonghen, Vurnon Anita, Demy de Zeeuw, Siem de Jong, Eyong Enoh, Urby Emanuelson, Dennis Rommedahl, Luis Suárez Wisselspelers Ajax: Kenneth Vermeer, Oleguer, Marko Pantelić, Gabri, Hyun Jun Suk, Nicolás Lodeiro, Christian Eriksen Wissels Ajax: '65 Dennis Rommedahl Christian Eriksen '78 Demy de Zeeuw Gabri '83 Vurnon Anita Nicolás Lodeiro                                     |
| | |               | | |
| zondag 4 april 2010, 12.30 uur                                                                            | ADO Den Haag | 0 - 1 (0 - 0) | Ajax | Opstelling Ajax: |
| ADO Den Haag Stadion, Den Haag 13.921 toeschouwers Arbiter: Jan Wegereef Speelronde 30 Eredivisie         | Christian Kum 18' Pascal Bosschaart 19' Ahmed Ammi 37' Jens Toornstra 53' Barry Ditewig 75'                                                                  |               | '16 Marko Pantelić '52 Eyong Enoh '92 Toby Alderweireld                                                                                   | Maarten Stekelenburg, Gregory van der Wiel, Toby Alderweireld, Jan Vertonghen, Vurnon Anita, Demy de Zeeuw, Siem de Jong, Eyong Enoh, Urby Emanuelson, Marko Pantelić, Luis Suárez Wisselspelers Ajax: Kenneth Vermeer, Oleguer, Gabri, Miralem Sulejmani, Dennis Rommedahl, Christian Eriksen, Nicolás Lodeiro Wissels Ajax: '55 Marko Pantelić Dennis Rommedahl '55 Vurnon Anita Christian Eriksen '78 Demy de Zeeuw Miralem Sulejmani                     |
| | |               | | |
| zondag 11 april 2010, 14.30 uur                                                                           | Ajax | 7 - 0 (5 - 0) | VVV-Venlo | Opstelling Ajax: |
| Amsterdam ArenA, Amsterdam 51.677 toeschouwers Arbiter: Danny Makkelie Speelronde 31 Eredivisie           | Luis Suárez 4' Luis Suárez(p) 9' Marko Pantelić 12' Urby Emanuelson 37' Luis Suárez 41' Marko Pantelić 74' Marko Pantelić 80'                                |               | '8 Niels Fleuren | Maarten Stekelenburg, Gregory van der Wiel, Toby Alderweireld, Jan Vertonghen, Vurnon Anita, Demy de Zeeuw, Gabri, Siem de Jong, Urby Emanuelson, Marko Pantelić, Luis Suárez Wisselspelers Ajax: Kenneth Vermeer, Oleguer, Miralem Sulejmani, Dennis Rommedahl, Christian Eriksen, Kennedy Bakırcıoğlu, Nicolás Lodeiro Wissels Ajax: '63 Siem de Jong Nicolás Lodeiro '66 Urby Emanuelson Christian Eriksen '80 Marko Pantelić Dennis Rommedahl            |
| | |               | | |
| woensdag 14 april 2010, 19.00 uur                                                                         | Willem II | 0 - 2 (0 - 1) | Ajax | Opstelling Ajax: |
| Koning Willem II Stadion, Tilburg 14.500 toeschouwers Arbiter: Pol van Boekel Speelronde 32 Eredivisie    | Danny Schenkel 3' Marciano Bruma 58' |               | '4 (p) Luis Suárez '58 Eyong Enoh '59 Marko Pantelić                                                                                      | Maarten Stekelenburg, Gregory van der Wiel, Toby Alderweireld, Jan Vertonghen, Vurnon Anita, Demy de Zeeuw, Siem de Jong, Eyong Enoh, Dennis Rommedahl, Marko Pantelić, Luis Suárez Wisselspelers Ajax: Kenneth Vermeer, Oleguer, Miralem Sulejmani, Gabri, Christian Eriksen, Kennedy Bakırcıoğlu, Nicolás Lodeiro Wissels Ajax: '71 Dennis Rommedahl Christian Eriksen '78 Demy de Zeeuw Gabri '85 Marko Pantelić Kennedy Bakırcıoğlu                      |
| | |               | | |
| zondag 18 april 2010, 14.30 uur                                                                           | Ajax | 4 - 0 (2 - 0) | Heracles Almelo | Opstelling Ajax: |
| Amsterdam ArenA, Amsterdam 51.554 toeschouwers Arbiter: Kevin Blom Speelronde 33 Eredivisie               | Siem de Jong 20' Siem de Jong 37' Marko Pantelić 59' Marko Pantelić 64'                                                                                      |               | | Maarten Stekelenburg, Gregory van der Wiel, Toby Alderweireld, Jan Vertonghen, Vurnon Anita, Eyong Enoh, Demy de Zeeuw, Siem de Jong, Dennis Rommedahl, Marko Pantelić, Luis Suárez Wisselspelers Ajax: Kenneth Vermeer, Oleguer, Miralem Sulejmani, Urby Emanuelson, Nicolás Lodeiro, Christian Eriksen, Gabri Wissels Ajax: '60 Vurnon Anita Urby Emanuelson '72 Marko Pantelić Nicolás Lodeiro '76 Eyong Enoh Christian Eriksen                           |
| | |               | | |
| zondag 2 mei 2010, 14.30 uur                                                                              | N.E.C. | 1 - 4 (0 - 3) | Ajax | Opstelling Ajax: |
| McDOS Goffertstadion, Nijmegen 12.500 toeschouwers Arbiter: Ruud Bossen Speelronde 34 Eredivisie          | Patrick Pothuizen 33' Mark Otten 76' Saidi Ntibazonkiza 87'                                                                                                  |               | '15 Luis Suárez '35 Demy de Zeeuw '42 Marko Pantelić '63 Luis Suárez '87 Gregory van der Wiel                                             | Maarten Stekelenburg, Gregory van der Wiel, Toby Alderweireld, Jan Vertonghen, Vurnon Anita, Eyong Enoh, Demy de Zeeuw, Urby Emanuelson, Siem de Jong, Marko Pantelić, Luis Suárez Wisselspelers Ajax: Kenneth Vermeer, Oleguer, Miralem Sulejmani, Gabri, Dennis Rommedahl, Nicolás Lodeiro, Christian Eriksen Wissels Ajax: '70 Urby Emanuelson Nicolás Lodeiro '74 Siem de Jong Christian Eriksen '89 Marko Pantelić Miralem Sulejmani                    |

## Statistieken Ajax 2009 / 2010

### Eindstand Ajax in Eredivisie 2009 / 2010
| Stand | Gespeeld | Gewonnen | Gelijk | Verloren | Punten | Doelpunten voor | Doelpunten tegen | Gele kaarten | Rode kaarten |
| ----- | -------- | -------- | ------ | -------- | ------ | --------------- | ---------------- | ------------ | ------------ |
| 2     | 34       | 27       | 4      | 3        | 85     | 106             | 20               | 55           | 2            |

### Punten Per Speelronde
| Speelronde | 1 | 2 | 3 | 4 | 5 | 6 | 7 | 8 | 9 | 10 | 11 | 12 | 13 | 14 | 15 | 16 | 17 | 18 | 19 | 20 | 21 | 22 | 23 | 24 | 25 | 26 | 27 | 28 | 29 | 30 | 31 | 32 | 33 | 34 |
| ---------- | - | - | - | - | - | - | - | - | - | -- | -- | -- | -- | -- | -- | -- | -- | -- | -- | -- | -- | -- | -- | -- | -- | -- | -- | -- | -- | -- | -- | -- | -- | -- |
| Punten     | 3 | 3 | 0 | 1 | 3 | 3 | 3 | 3 | 1 | 3  | 3  | 3  | 0  | 3  | 3  | 0  | 3  | 1  | 3  | 1  | 3  | 3  | 3  | 3  | 3  | 3  | 3  | 3  | 3  | 3  | 3  | 3  | 3  | 3  |

### Punten Na Speelronde
| Speelronde | 1 | 2 | 3 | 4 | 5  | 6  | 7  | 8  | 9  | 10 | 11 | 12 | 13 | 14 | 15 | 16 | 17 | 18 | 19 | 20 | 21 | 22 | 23 | 24 | 25 | 26 | 27 | 28 | 29 | 30 | 31 | 32 | 33 | 34 |
| ---------- | - | - | - | - | -- | -- | -- | -- | -- | -- | -- | -- | -- | -- | -- | -- | -- | -- | -- | -- | -- | -- | -- | -- | -- | -- | -- | -- | -- | -- | -- | -- | -- | -- |
| Punten     | 3 | 6 | 6 | 7 | 10 | 13 | 16 | 19 | 20 | 23 | 26 | 29 | 29 | 32 | 35 | 35 | 38 | 39 | 42 | 43 | 46 | 49 | 52 | 55 | 58 | 61 | 64 | 67 | 70 | 73 | 76 | 79 | 82 | 85 |

### Stand Na Speelronde
| Speelronde | 1 | 2 | 3 | 4 | 5 | 6 | 7 | 8 | 9 | 10 | 11 | 12 | 13 | 14 | 15 | 16 | 17 | 18 | 19 | 20 | 21 | 22 | 23 | 24 | 25 | 26 | 27 | 28 | 29 | 30 | 31 | 32 | 33 | 34 |
| ---------- | - | - | - | - | - | - | - | - | - | -- | -- | -- | -- | -- | -- | -- | -- | -- | -- | -- | -- | -- | -- | -- | -- | -- | -- | -- | -- | -- | -- | -- | -- | -- |
| Stand      | 2 | 1 | 6 | 6 | 6 | 4 | 3 | 3 | 3 | 3  | 3  | 3  | 3  | 3  | 3  | 3  | 3  | 3  | 3  | 3  | 3  | 3  | 3  | 3  | 3  | 3  | 3  | 2  | 2  | 2  | 2  | 2  | 2  | 2  |

### Doelpunten per speelronde
| Speelronde | 1 | 2 | 3 | 4 | 5 | 6 | 7 | 8 | 9 | 10 | 11 | 12 | 13 | 14 | 15 | 16 | 17 | 18 | 19 | 20 | 21 | 22 | 23 | 24 | 25 | 26 | 27 | 28 | 29 | 30 | 31 | 32 | 33 | 34 | Totaal |
| ---------- | - | - | - | - | - | - | - | - | - | -- | -- | -- | -- | -- | -- | -- | -- | -- | -- | -- | -- | -- | -- | -- | -- | -- | -- | -- | -- | -- | -- | -- | -- | -- | ------ |
| Doelpunten | 2 | 4 | 3 | 0 | 3 | 6 | 4 | 3 | 2 | 4  | 4  | 5  | 0  | 5  | 5  | 2  | 3  | 1  | 1  | 1  | 4  | 3  | 2  | 4  | 4  | 3  | 4  | 5  | 3  | 1  | 7  | 2  | 4  | 4  | 106    |

### Statistieken Overall Seizoen 2009 / 2010
- In dit overzicht zijn alle statistieken van alle gespeelde wedstrijden in het seizoen 2009 / 2010 verwerkt.

|                          | Vriendschappelijk | Ted Bates Trophy | FWS Amsterdam Tournament | Chippie / Polar Cup | KNVB beker | UEFA Europa League | Eredivisie | Totaal |
| ------------------------ | ----------------- | ---------------- | ------------------------ | ------------------- | ---------- | ------------------ | ---------- | ------ |
| Wedstrijden              | 8                 | 1                | 2                        | 2                   | 7          | 10                 | 34         | 64     |
| Gewonnen                 | 7                 | 1                | 0                        | 2                   | 7          | 4                  | 27         | 48     |
| Gelijk                   | 1                 | 0                | 1                        | 0                   | 0          | 4                  | 4          | 10     |
| Verloren                 | 0                 | 0                | 1                        | 0                   | 0          | 2                  | 3          | 6      |
| Thuis                    | 1                 | 0                | 2                        | 0                   | 2          | 5                  | 17         | 27     |
| Uit                      | 7                 | 1                | 0                        | 2                   | 5          | 5                  | 17         | 37     |
| Gele kaarten             | 1                 | 0                | 0                        | 0                   | 11         | 17                 | 55         | 84     |
| Rode kaarten             | 0                 | 0                | 0                        | 0                   | 1          | 0                  | 2          | 3      |
| 2 × geel in 1 wedstrijd  | 0                 | 0                | 0                        | 0                   | 1          | 0                  | 1          | 2      |
| Aantal wissels toegepast | 61                | 3                | 9                        | 0                   | 18         | 29                 | 89         | 209    |
| Doelpunten voor          | 49                | 4                | 5                        | 3                   | 33         | 16                 | 106        | 216    |
| Doelpunten tegen         | 5                 | 1                | 6                        | 0                   | 6          | 9                  | 20         | 47     |
| Doelsaldo                | +44               | +3               | −1                       | +3                  | +27        | +7                 | +86        | +169   |
| De nul gehouden          | 4                 | 0                | 0                        | 2                   | 2          | 4                  | 20         | 31     |
| Strafschoppen voor       | 3                 | 1                | 1                        | 1                   | 0          | 3                  | 9          | 18     |
| Strafschoppen tegen      | 1                 | 0                | 0                        | 0                   | 1          | 0                  | 1          | 3      |

### Statistieken individueel seizoen 2009 / 2010

#### Kaarten, doelpunten & minuten
| Speler                       | Vriendschappelijk | Vriendschappelijk | Vriendschappelijk | Vriendschappelijk | Vriendschappelijk | Ted Bates Trophy | Ted Bates Trophy | Ted Bates Trophy | Ted Bates Trophy | Ted Bates Trophy | FWS Amsterdam Tournament | FWS Amsterdam Tournament | FWS Amsterdam Tournament | FWS Amsterdam Tournament | FWS Amsterdam Tournament | Chippie / Polar Cup | Chippie / Polar Cup | Chippie / Polar Cup | Chippie / Polar Cup | Chippie / Polar Cup | KNVB beker | KNVB beker | KNVB beker | KNVB beker | KNVB beker | UEFA Europa League | UEFA Europa League | UEFA Europa League | UEFA Europa League | UEFA Europa League | Nederlandse Eredivisie | Nederlandse Eredivisie | Nederlandse Eredivisie | Nederlandse Eredivisie | Nederlandse Eredivisie | Totaal | Totaal | Totaal | Totaal | Totaal |
| Speler                       |                   |                   |                   |                   | Wedst             |                  |                  |                  |                  | Wedst            |                          |                          |                          |                          | Wedst                    |                     |                     |                     |                     | Wedst               |            |            |            |            | Wedst      |                    |                    |                    |                    | Wedst              |                        |                        |                        |                        | Wedst                  |        |        |        |        | Wedst  |
| ---------------------------- | ----------------- | ----------------- | ----------------- | ----------------- | ----------------- | ---------------- | ---------------- | ---------------- | ---------------- | ---------------- | ------------------------ | ------------------------ | ------------------------ | ------------------------ | ------------------------ | ------------------- | ------------------- | ------------------- | ------------------- | ------------------- | ---------- | ---------- | ---------- | ---------- | ---------- | ------------------ | ------------------ | ------------------ | ------------------ | ------------------ | ---------------------- | ---------------------- | ---------------------- | ---------------------- | ---------------------- | ------ | ------ | ------ | ------ | ------ |
|                              |                   | Doelverdediging   |                   |                   |                   |                  |                  |                  |                  |                  |                          |                          |                          |                          |                          |                     |                     |                     |                     |                     |            |            |            |            |            |                    |                    |                    |                    |                    |                        |                        |                        |                        |                        |        |        |        |        |        |
| Maarten Stekelenburg         | -                 | -                 | -                 | -                 | 5                 | -                | -                | -                | -                | -                | -                        | -                        | -                        | -                        | 1                        | -                   | -                   | -                   | -                   | -                   | -          | -          | -          | -          | 7          | -                  | -                  | -                  | -                  | 10                 | 2                      | -                      | -                      | -                      | 33                     | 2      | -      | -      | -      | 56     |
| Kenneth Vermeer              | -                 | -                 | -                 | -                 | 3                 | -                | -                | -                | -                | 1                | -                        | -                        | -                        | -                        | 1                        | -                   | -                   | -                   | -                   | 2                   | -          | -          | -          | -          | -          | -                  | -                  | -                  | -                  | -                  | -                      | -                      | -                      | -                      | 1                      | -      | -      | -      | -      | 8      |
| Jeroen Verhoeven             | -                 | -                 | -                 | -                 | 2                 | -                | -                | -                | -                | -                | -                        | -                        | -                        | -                        | -                        | -                   | -                   | -                   | -                   | 2                   | -          | -          | -          | -          | -          | -                  | -                  | -                  | -                  | -                  | -                      | -                      | -                      | -                      | -                      | -      | -      | -      | -      | 4      |
| Sergio Padt (**)             | -                 | -                 | -                 | -                 | -                 | -                | -                | -                | -                | -                | -                        | -                        | -                        | -                        | -                        | -                   | -                   | -                   | -                   | 2                   | -          | -          | -          | -          | -          | -                  | -                  | -                  | -                  | -                  | -                      | -                      | -                      | -                      | -                      | -      | -      | -      | -      | 2      |
|                              |                   | Verdediging       |                   |                   |                   |                  |                  |                  |                  |                  |                          |                          |                          |                          |                          |                     |                     |                     |                     |                     |            |            |            |            |            |                    |                    |                    |                    |                    |                        |                        |                        |                        |                        |        |        |        |        |        |
| Gregory van der Wiel         | -                 | -                 | -                 | 1                 | 6                 | -                | -                | -                | -                | -                | -                        | -                        | -                        | -                        | 2                        | -                   | -                   | -                   | -                   | -                   | 1          | -          | -          | -          | 6          | -                  | -                  | -                  | -                  | 10                 | 4                      | -                      | -                      | 6                      | 34                     | 5      | -      | -      | 7      | 58     |
| Jan Vertonghen               | -                 | -                 | -                 | 2                 | 5                 | -                | -                | -                | -                | -                | -                        | -                        | -                        | -                        | 2                        | -                   | -                   | -                   | -                   | -                   | -          | -          | -          | -          | 7          | 4                  | -                  | -                  | -                  | 10                 | 7                      | -                      | -                      | 3                      | 32                     | 11     | -      | -      | 5      | 56     |
| George Ogăraru               | -                 | -                 | -                 | -                 | 3                 | -                | -                | -                | -                | -                | -                        | -                        | -                        | -                        | -                        | -                   | -                   | -                   | -                   | 2                   | -          | -          | -          | -          | -          | -                  | -                  | -                  | -                  | -                  | -                      | -                      | -                      | -                      | -                      | -      | -      | -      | -      | 5      |
| Oleguer Presas               | -                 | -                 | -                 | 1                 | 5                 | -                | -                | -                | -                | -                | -                        | -                        | -                        | -                        | 1                        | -                   | -                   | -                   | -                   | 2                   | -          | -          | -          | -          | 2          | 1                  | -                  | -                  | -                  | 5                  | -                      | -                      | -                      | -                      | 6                      | 1      | -      | -      | 1      | 21     |
| Toby Alderweireld            | 1                 | -                 | -                 | -                 | 7                 | -                | -                | -                | 1                | 1                | -                        | -                        | -                        | -                        | 1                        | -                   | -                   | -                   | 1                   | 2                   | 1          | -          | -          | 1          | 6          | -                  | -                  | -                  | -                  | 8                  | 5                      | -                      | -                      | 2                      | 31                     | 7      | -      | -      | 5      | 56     |
| Rob Wielaert                 | -                 | -                 | -                 | -                 | 6                 | -                | -                | -                | -                | -                | -                        | -                        | -                        | -                        | 1                        | -                   | -                   | -                   | -                   | -                   | -          | -          | -          | -          | -          | -                  | -                  | -                  | -                  | 1                  | 1                      | -                      | -                      | -                      | 3                      | 1      | -      | -      | -      | 11     |
| Thimothée Atouba             | -                 | -                 | -                 | -                 | -                 | -                | -                | -                | -                | -                | -                        | -                        | -                        | -                        | -                        | -                   | -                   | -                   | -                   | -                   | -          | -          | -          | -          | -          | -                  | -                  | -                  | -                  | 2                  | 1                      | -                      | -                      | -                      | 1                      | 1      | -      | -      | -      | 3      |
| Vurnon Anita                 | -                 | -                 | -                 | -                 | 7                 | -                | -                | -                | -                | 1                | -                        | -                        | -                        | -                        | 1                        | -                   | -                   | -                   | -                   | -                   | 1          | -          | -          | 1          | 5          | 1                  | -                  | -                  | -                  | 4                  | 5                      | 1                      | -                      | -                      | 26                     | 7      | 1      | -      | 1      | 44     |
| Bruno Silva (*)              | -                 | -                 | -                 | -                 | 3                 | -                | -                | -                | -                | 1                | -                        | -                        | -                        | -                        | 1                        | -                   | -                   | -                   | -                   | -                   | -          | -          | -          | -          | 1          | -                  | -                  | -                  | -                  | 1                  | -                      | -                      | -                      | -                      | -                      | -      | -      | -      | -      | 7      |
| Timothy van der Meulen (**)  | -                 | -                 | -                 | -                 | -                 | -                | -                | -                | -                | -                | -                        | -                        | -                        | -                        | -                        | -                   | -                   | -                   | -                   | 2                   | -          | -          | -          | -          | -          | -                  | -                  | -                  | -                  | -                  | -                      | -                      | -                      | -                      | -                      | -      | -      | -      | -      | 2      |
|                              |                   | Middenveld        |                   |                   |                   |                  |                  |                  |                  |                  |                          |                          |                          |                          |                          |                     |                     |                     |                     |                     |            |            |            |            |            |                    |                    |                    |                    |                    |                        |                        |                        |                        |                        |        |        |        |        |        |
| Siem de Jong                 | -                 | -                 | -                 | 4                 | 7                 | -                | -                | -                | -                | 1                | -                        | -                        | -                        | -                        | 2                        | -                   | -                   | -                   | -                   | -                   | -          | -          | -          | 6          | 6          | 1                  | -                  | -                  | 1                  | 7                  | 1                      | -                      | -                      | 10                     | 22                     | 2      | -      | -      | 21     | 45     |
| Gabri                        | -                 | -                 | -                 | -                 | 2                 | -                | -                | -                | -                | -                | -                        | -                        | -                        | -                        | -                        | -                   | -                   | -                   | -                   | -                   | 2          | 1          | -          | -          | 1          | -                  | -                  | -                  | -                  | 1                  | -                      | -                      | -                      | -                      | 13                     | 2      | 1      | -      | -      | 17     |
| Rasmus Lindgren              | -                 | -                 | -                 | 1                 | 7                 | -                | -                | -                | -                | -                | -                        | -                        | -                        | -                        | -                        | -                   | -                   | -                   | -                   | -                   | -          | -          | -          | -          | 1          | -                  | -                  | -                  | -                  | -                  | 1                      | -                      | -                      | 1                      | 6                      | 1      | -      | -      | 2      | 14     |
| Ismaïl Aissati               | -                 | -                 | -                 | 4                 | 7                 | -                | -                | -                | -                | -                | -                        | -                        | -                        | -                        | 2                        | -                   | -                   | -                   | -                   | -                   | -          | -          | -          | 2          | 2          | -                  | -                  | -                  | -                  | 2                  | 3                      | -                      | -                      | 3                      | 14                     | 3      | -      | -      | 9      | 27     |
| Eyong Enoh                   | -                 | -                 | -                 | -                 | 2                 | -                | -                | -                | -                | -                | -                        | -                        | -                        | -                        | -                        | -                   | -                   | -                   | -                   | -                   | -          | -          | -          | -          | 5          | 2                  | -                  | -                  | -                  | 9                  | 8                      | -                      | -                      | 1                      | 27                     | 10     | -      | -      | 1      | 43     |
| Demy de Zeeuw                | -                 | -                 | -                 | -                 | 2                 | -                | -                | -                | -                | -                | -                        | -                        | -                        | -                        | -                        | -                   | -                   | -                   | -                   | -                   | 1          | -          | -          | 3          | 6          | 1                  | -                  | -                  | 1                  | 10                 | 7                      | -                      | -                      | 7                      | 32                     | 9      | -      | -      | 11     | 50     |
| Christian Eriksen            | -                 | -                 | -                 | -                 | 2                 | -                | -                | -                | -                | -                | -                        | -                        | -                        | -                        | -                        | -                   | -                   | -                   | -                   | -                   | -          | -          | -          | 1          | 4          | 1                  | -                  | -                  | -                  | 2                  | -                      | -                      | -                      | -                      | 15                     | 1      | -      | -      | 1      | 23     |
| Zé Eduardo                   | -                 | -                 | -                 | -                 | -                 | -                | -                | -                | -                | -                | -                        | -                        | -                        | -                        | -                        | -                   | -                   | -                   | -                   | -                   | -          | -          | -          | -          | -          | -                  | -                  | -                  | -                  | -                  | -                      | -                      | -                      | -                      | -                      | -      | -      | -      | -      | -      |
| Kerlon Mauro Souza           | -                 | -                 | -                 | -                 | -                 | -                | -                | -                | -                | -                | -                        | -                        | -                        | -                        | -                        | -                   | -                   | -                   | -                   | -                   | -          | -          | -          | -          | -          | -                  | -                  | -                  | -                  | -                  | -                      | -                      | -                      | -                      | -                      | -      | -      | -      | -      | -      |
| Nicolás Lodeiro              | -                 | -                 | -                 | -                 | -                 | -                | -                | -                | -                | -                | -                        | -                        | -                        | -                        | -                        | -                   | -                   | -                   | -                   | -                   | -          | -          | -          | 1          | 2          | -                  | -                  | -                  | -                  | -                  | -                      | -                      | -                      | -                      | 8                      | -      | -      | -      | 1      | 10     |
| Evander Sno (*)              | -                 | -                 | -                 | 2                 | 6                 | -                | -                | -                | -                | -                | -                        | -                        | -                        | -                        | 1                        | -                   | -                   | -                   | -                   | -                   | -          | -          | -          | -          | -          | -                  | -                  | -                  | -                  | -                  | -                      | -                      | -                      | -                      | -                      | -      | -      | -      | 2      | 7      |
| Jan-Arie van der Heijden (*) | -                 | -                 | -                 | 1                 | 3                 | -                | -                | -                | -                | -                | -                        | -                        | -                        | -                        | 1                        | -                   | -                   | -                   | -                   | 2                   | -          | -          | -          | -          | -          | -                  | -                  | -                  | -                  | -                  | -                      | -                      | -                      | -                      | -                      | -      | -      | -      | 1      | 6      |
| Jeffrey Sarpong (*)          | -                 | -                 | -                 | -                 | 3                 | -                | -                | -                | -                | 1                | -                        | -                        | -                        | -                        | -                        | -                   | -                   | -                   | -                   | -                   | -          | -          | -          | -          | -          | -                  | -                  | -                  | -                  | -                  | -                      | -                      | -                      | -                      | -                      | -      | -      | -      | -      | 4      |
| Daley Blind (*)              | -                 | -                 | -                 | -                 | 3                 | -                | -                | -                | -                | -                | -                        | -                        | -                        | -                        | -                        | -                   | -                   | -                   | -                   | -                   | -          | -          | -          | -          | -          | -                  | -                  | -                  | -                  | -                  | -                      | -                      | -                      | -                      | -                      | -      | -      | -      | -      | 3      |
| Mitchell Donald (*)          | -                 | -                 | -                 | 2                 | 3                 | -                | -                | -                | -                | 1                | -                        | -                        | -                        | 1                        | 2                        | -                   | -                   | -                   | -                   | 2                   | -          | -          | -          | -          | -          | -                  | -                  | -                  | 1                  | 3                  | -                      | -                      | -                      | 1                      | 14                     | -      | -      | -      | 5      | 25     |
| Tom Overtoom (**)            | -                 | -                 | -                 | -                 | -                 | -                | -                | -                | -                | -                | -                        | -                        | -                        | -                        | -                        | -                   | -                   | -                   | -                   | 2                   | -          | -          | -          | -          | -          | -                  | -                  | -                  | -                  | -                  | -                      | -                      | -                      | -                      | -                      | -      | -      | -      | -      | 2      |
|                              |                   | Aanval            |                   |                   |                   |                  |                  |                  |                  |                  |                          |                          |                          |                          |                          |                     |                     |                     |                     |                     |            |            |            |            |            |                    |                    |                    |                    |                    |                        |                        |                        |                        |                        |        |        |        |        |        |
| Urby Emanuelson              | -                 | -                 | -                 | 2                 | 6                 | -                | -                | -                | -                | 1                | -                        | -                        | -                        | -                        | 2                        | -                   | -                   | -                   | 2                   | 2                   | -          | -          | -          | 2          | 7          | 1                  | -                  | -                  | 1                  | 10                 | 1                      | -                      | 1                      | 5                      | 31                     | 2      | -      | 1      | 12     | 59     |
| Dennis Rommedahl             | -                 | -                 | -                 | 2                 | 6                 | -                | -                | -                | -                | 1                | -                        | -                        | -                        | 2                        | 2                        | -                   | -                   | -                   | -                   | -                   | -          | -          | -          | 1          | 6          | -                  | -                  | -                  | 2                  | 7                  | -                      | -                      | -                      | 6                      | 28                     | -      | -      | -      | 13     | 50     |
| Luis Suárez                  | -                 | -                 | -                 | 8                 | 5                 | -                | -                | -                | 2                | 1                | -                        | -                        | -                        | 1                        | 2                        | -                   | -                   | -                   | -                   | -                   | 4          | -          | -          | 8          | 6          | 3                  | -                  | -                  | 6                  | 9                  | 5                      | -                      | -                      | 35                     | 33                     | 12     | -      | -      | 60     | 55     |
| Miralem Sulejmani            | -                 | -                 | -                 | -                 | 4                 | -                | -                | -                | -                | 1                | -                        | -                        | -                        | -                        | 2                        | -                   | -                   | -                   | -                   | -                   | -          | -          | -          | -          | 4          | 2                  | -                  | -                  | 1                  | 10                 | -                      | -                      | -                      | 2                      | 17                     | 2      | -      | -      | 3      | 38     |
| Marvin Zeegelaar             | -                 | -                 | -                 | 1                 | 5                 | -                | -                | -                | 1                | 1                | -                        | -                        | -                        | -                        | 1                        | -                   | -                   | -                   | -                   | 2                   | -          | -          | -          | -          | -          | -                  | -                  | -                  | -                  | 1                  | -                      | -                      | -                      | -                      | 2                      | -      | -      | -      | 2      | 12     |
| Marko Pantelić               | -                 | -                 | -                 | 1                 | 1                 | -                | -                | -                | -                | -                | -                        | -                        | -                        | -                        | -                        | -                   | -                   | -                   | -                   | -                   | 1          | -          | -          | 3          | 6          | -                  | -                  | -                  | 2                  | 7                  | 3                      | -                      | -                      | 16                     | 25                     | 4      | -      | -      | 21     | 39     |
| Hyun Jun Suk                 | -                 | -                 | -                 | -                 | -                 | -                | -                | -                | -                | -                | -                        | -                        | -                        | -                        | -                        | -                   | -                   | -                   | -                   | -                   | -          | -          | -          | -          | -          | -                  | -                  | -                  | -                  | -                  | -                      | -                      | -                      | -                      | 3                      | -      | -      | -      | -      | 3      |
| Albert Luque (*)             | -                 | -                 | -                 | 1                 | 1                 | -                | -                | -                | -                | -                | -                        | -                        | -                        | -                        | -                        | -                   | -                   | -                   | -                   | -                   | -          | -          | -          | -          | -          | -                  | -                  | -                  | -                  | -                  | -                      | -                      | -                      | -                      | -                      | -      | -      | -      | 1      | 1      |
| Darko Bodul (*)              | -                 | -                 | -                 | 5                 | 5                 | -                | -                | -                | -                | -                | -                        | -                        | -                        | -                        | -                        | -                   | -                   | -                   | -                   | -                   | -          | -          | -          | -          | -          | -                  | -                  | -                  | -                  | -                  | -                      | -                      | -                      | -                      | -                      | -      | -      | -      | 5      | 5      |
| Darío Cvitanich (*)          | -                 | -                 | -                 | 6                 | 4                 | -                | -                | -                | -                | -                | -                        | -                        | -                        | 1                        | 2                        | -                   | -                   | -                   | -                   | -                   | -          | -          | -          | -          | 2          | -                  | -                  | -                  | -                  | 3                  | -                      | -                      | -                      | 4                      | 6                      | -      | -      | -      | 11     | 17     |
| Javier Martina (*)           | -                 | -                 | -                 | 2                 | 1                 | -                | -                | -                | -                | -                | -                        | -                        | -                        | -                        | -                        | -                   | -                   | -                   | -                   | -                   | -          | -          | -          | -          | -          | -                  | -                  | -                  | -                  | -                  | -                      | -                      | -                      | -                      | -                      | -      | -      | -      | 2      | 1      |
| Kennedy Bakırcıoğlu          | -                 | -                 | -                 | 3                 | 7                 | -                | -                | -                | -                | 1                | -                        | -                        | -                        | -                        | 1                        | -                   | -                   | -                   | -                   | -                   | -          | -          | -          | 2          | 3          | -                  | -                  | -                  | 1                  | 3                  | 1                      | -                      | -                      | 2                      | 9                      | 1      | -      | -      | 8      | 24     |
| Totaal                       | 1                 | -                 | -                 | 49                | 8                 | -                | -                | -                | 4                | 1                | -                        | -                        | -                        | 5                        | 2                        | -                   | -                   | -                   | 3                   | 2                   | 11         | 1          | 1          | 33         | 7          | 17                 | -                  | -                  | 16                 | 10                 | 55                     | 1                      | 2                      | 106                    | 34                     | 84     | 2      | 3      | 216    | 64     |
| Spelersnaam                  |                   |                   |                   |                   | Wedst             |                  |                  |                  |                  | Wedst            |                          |                          |                          |                          | Wedst                    |                     |                     |                     |                     | Wedst               |            |            |            |            | Wedst      |                    |                    |                    |                    | Wedst              |                        |                        |                        |                        | Wedst                  |        |        |        |        | Wedst  |
| Spelersnaam                  | Vriendschappelijk | Vriendschappelijk | Vriendschappelijk | Vriendschappelijk | Vriendschappelijk | Ted Bates Trophy | Ted Bates Trophy | Ted Bates Trophy | Ted Bates Trophy | Ted Bates Trophy | FWS Amsterdam Tournament | FWS Amsterdam Tournament | FWS Amsterdam Tournament | FWS Amsterdam Tournament | FWS Amsterdam Tournament | Chippie / Polar Cup | Chippie / Polar Cup | Chippie / Polar Cup | Chippie / Polar Cup | Chippie / Polar Cup | KNVB beker | KNVB beker | KNVB beker | KNVB beker | KNVB beker | UEFA Europa League | UEFA Europa League | UEFA Europa League | UEFA Europa League | UEFA Europa League | Nederlandse Eredivisie | Nederlandse Eredivisie | Nederlandse Eredivisie | Nederlandse Eredivisie | Nederlandse Eredivisie | Totaal | Totaal | Totaal | Totaal | Totaal |

- (*) De volgende spelers zijn inmiddels vertrokken bij AFC Ajax.
- (**) Speler van Jong Ajax.

#### Topscorers
| #      | Naam                         | Goal |
| ------ | ---------------------------- | ---- |
| 1.     | Luis Suárez                  | 8    |
| 2.     | Darío Cvitanich (*)          | 6    |
| 3.     | Darko Bodul (*)              | 5    |
| 4.     | Siem de Jong                 | 4    |
| 4.     | Ismaïl Aissati               | 4    |
| 6.     | Kennedy Bakırcıoğlu          | 3    |
| 7.     | Jan Vertonghen               | 2    |
| 7.     | Evander Sno (*)              | 2    |
| 7.     | Mitchell Donald (*)          | 2    |
| 7.     | Urby Emanuelson              | 2    |
| 7.     | Dennis Rommedahl             | 2    |
| 7.     | Javier Martina (*)           | 2    |
| 13.    | Gregory van der Wiel         | 1    |
| 13.    | Oleguer Presas               | 1    |
| 13.    | Rasmus Lindgren              | 1    |
| 13.    | Jan-Arie van der Heijden (*) | 1    |
| 13.    | Marvin Zeegelaar             | 1    |
| 13.    | Marko Pantelić               | 1    |
| 13.    | Albert Luque (*)             | 1    |
| Totaal | Totaal                       | 49   |

| #      | Naam                 | Goal |
| ------ | -------------------- | ---- |
| 1.     | Luis Suárez          | 35   |
| 2.     | Marko Pantelić       | 16   |
| 3.     | Siem de Jong         | 10   |
| 4.     | Demy de Zeeuw        | 7    |
| 5.     | Gregory van der Wiel | 6    |
| 5.     | Dennis Rommedahl     | 6    |
| 7.     | Urby Emanuelson      | 5    |
| 8.     | Darío Cvitanich (*)  | 4    |
| 9.     | Jan Vertonghen       | 3    |
| 9.     | Ismaïl Aissati       | 3    |
| 11.    | Toby Alderweireld    | 2    |
| 11.    | Miralem Sulejmani    | 2    |
| 11.    | Kennedy Bakırcıoğlu  | 2    |
| 14.    | Rasmus Lindgren      | 1    |
| 14.    | Eyong Enoh           | 1    |
| 14.    | Mitchell Donald (*)  | 1    |
| Totaal | Totaal               | 106  |

| #      | Naam                | Goal |
| ------ | ------------------- | ---- |
| 1.     | Luis Suárez         | 8    |
| 2.     | Siem de Jong        | 6    |
| 3.     | Demy de Zeeuw       | 3    |
| 3.     | Marko Pantelić      | 3    |
| 5.     | Ismaïl Aissati      | 2    |
| 5.     | Urby Emanuelson     | 2    |
| 5.     | Kennedy Bakırcıoğlu | 2    |
| 8.     | Toby Alderweireld   | 1    |
| 8.     | Vurnon Anita        | 1    |
| 8.     | Christian Eriksen   | 1    |
| 8.     | Nicolás Lodeiro     | 1    |
| 8.     | Dennis Rommedahl    | 1    |
| Totaal | Totaal              | 33   |

| #      | Naam                | Goal |
| ------ | ------------------- | ---- |
| 1.     | Luis Suárez         | 6    |
| 2.     | Dennis Rommedahl    | 2    |
| 2.     | Marko Pantelić      | 2    |
| 4.     | Siem de Jong        | 1    |
| 4.     | Demy de Zeeuw       | 1    |
| 4.     | Mitchell Donald (*) | 1    |
| 4.     | Urby Emanuelson     | 1    |
| 4.     | Miralem Sulejmani   | 1    |
| 4.     | Kennedy Bakırcıoğlu | 1    |
| Totaal | Totaal              | 16   |

| #      | Naam                | Goal |
| ------ | ------------------- | ---- |
| 1.     | Dennis Rommedahl    | 2    |
| 2.     | Mitchell Donald (*) | 1    |
| 2.     | Luis Suárez         | 1    |
| 2.     | Darío Cvitanich (*) | 1    |
| Totaal | Totaal              | 5    |

| #      | Naam              | Goal |
| ------ | ----------------- | ---- |
| 1.     | Luis Suárez       | 2    |
| 2.     | Toby Alderweireld | 1    |
| 2.     | Marvin Zeegelaar  | 1    |
| Totaal | Totaal            | 4    |

| Chippie / Polar Cup \| # \| Naam \| \| \| ------ \| ----------------- \| - \| \| 1. \| Urby Emanuelson \| 2 \| \| 2. \| Toby Alderweireld \| 1 \| \| Totaal \| Totaal \| 3 \| |                   |      |
| # | Naam              | Goal |
| 1. | Urby Emanuelson   | 2    |
| 2. | Toby Alderweireld | 1    |
| Totaal | Totaal            | 3    |

- (*) De volgende spelers zijn inmiddels vertrokken bij AFC Ajax.
- (**) Speler van Jong Ajax.

## Prijzen 2009/2010
|        | Vriendschappelijk                         | Ted Bates Trophy | FWS Amsterdam Tournament | Chippie / Polar Cup | KNVB beker | UEFA Europa League                               | Eredivisie                                                             |
| ------ | ----------------------------------------- | ---------------- | ------------------------ | ------------------- | ---------- | ------------------------------------------------ | ---------------------------------------------------------------------- |
| Status | 8 gespeeld, 7 gewonnen, 1 gelijk gespeeld | Winnaar          | Geëindigd als tweede     | Winnaar             | Winnaar    | Uitgeschakeld in Knock-outfase door: Juventus FC | Geëindigd als tweede Voorronde`s UEFA Champions League 2010/11 behaald |

- Luis Suárez is topscorer van de Eredivisie geworden met 35 doelpunten in 34 wedstrijden.
- Luis Suárez is door de supporters van AFC Ajax uitgeroepen tot Speler van het Jaar.
- Toby Alderweireld is door de supporters van AFC Ajax uitgeroepen tot Talent van het Jaar.
- Martin Jol is genomineerd voor de Rinus Michels Award 2010 in de categorie: Trainer/Coach Betaald Voetbal.
- Luis Suárez evenaart met 35 doelpunten het Eredivisie-record Meest scorende Buitenlander van Mateja Kežman
- Luis Suárez is door De Telegraaf en Voetbal International uitgeroepen als Voetballer van het Jaar 2009/2010 (Gouden Schoen).
- Gregory van der Wiel is door De Telegraaf en Voetbal International uitgeroepen als Talent van het Jaar 2009/2010.
- Demy de Zeeuw won de Bronzen Schoen

## Bestuur & Directie 2009 / 2010
|  | Functie               | Nationaliteit      | Naam                                            | Functie     | Nationaliteit      | Naam                                          |
|  | --------------------- | ------------------ | ----------------------------------------------- | ----------- | ------------------ | --------------------------------------------- |
|  | Voorzitter            | Vlag van Nederland | Uri Coronel (24 december 1946, Amsterdam)       | Commissaris | Vlag van Nederland | Joop Krant (30 maart 1948, Bussum)            |
|  | Financieel Directeur  | Vlag van Nederland | Jeroen Slop (11 juli 1961, Amsterdam)           | Commissaris | Vlag van Nederland | Cor van Eijden (12 september 1949, Amsterdam) |
|  | Algemeen Directeur    | Vlag van Nederland | Rik van den Boog (1 september 1959, Amsterdam)  | Commissaris | Vlag van Indonesië | Frank Eijken (7 oktober 1954, Semarang)       |
|  | Commercieel Directeur | Vlag van Nederland | Henri van der Aat (24 december 1956, Amsterdam) | Commissaris | Vlag van Nederland | Jan Haars (22 september 1951, Utrecht)        |

## Technische Staf 2009 / 2010
|  | Functie                     | Nationaliteit      | Naam                                        |  | Functie            | Nationaliteit      | Naam                                    |
|  | --------------------------- | ------------------ | ------------------------------------------- |  | ------------------ | ------------------ | --------------------------------------- |
|  | Hoofdtrainer                | Vlag van Nederland | Martin Jol (16 januari 1956, Den Haag)      |  | Fysiotherapeut     | Vlag van Nederland | Frank van Deursen (-)                   |
|  | Personal assistent          | Vlag van Nederland | Cock Jol (11 oktober 1952, Den Haag)        |  | Fysiotherapeut     | Vlag van Nederland | Pim van Dord (7 augustus 1953, -)       |
|  | Assistent-trainer           | Vlag van Nederland | Danny Blind (1 augustus 1961, Oost-Souburg) |  | Fysiotherapeut     | Vlag van Nederland | Jos Kortekaas (-, Raalte)               |
|  | Keeperstrainer              | Vlag van Nederland | Carlo l'Ami (20 juli 1966, Leiden)          |  | Pedicure / Masseur | Vlag van Nederland | Rob Koster (-)                          |
|  | Conditie- en hersteltrainer | Vlag van Nederland | Michael Lindeman (1 april 1964, Amsterdam)  |  | Teammanager        | Vlag van Nederland | David Endt (12 februari 1954, Den Haag) |
|  | Manager Medische Zaken      | Vlag van Nederland | Edwin Goedhart (-)                          |  | Spelersbegeleider  | Vlag van Nederland | Herman Pinkster (-)                     |
|  | Clubarts                    | Vlag van Nederland | Niels Wijne (-)                             |  | Psycholoog         | Vlag van Nederland | Wim Keizer (-)                          |

## Selectie 2009 / 2010
|    | Nationaliteit                             | Naam                 | Contract tot | Geboortedatum     | Geboorteplaats (land van herkomst) | Vorige club (land)                  | Officieel debuut Ajax (debuutwedstrijd)  | Eerste officiële doelpunt Ajax (wedstrijd) |
| -- | ----------------------------------------- | -------------------- | ------------ | ----------------- | ---------------------------------- | ----------------------------------- | ---------------------------------------- | ------------------------------------------ |
|    |                                           | Doelverdediging      |              |                   |                                    |                                     |                                          |                                            |
| 1  | Vlag van Nederland                        | Maarten Stekelenburg | 30 juni 2012 | 22 september 1982 | Haarlem (Nederland)                | Ajax-jeugd (Nederland)              | 11 augustus 2002 (Ajax - PSV)            | - (-)                                      |
| 12 | Vlag van Nederland                        | Kenneth Vermeer      | 30 juni 2013 | 10 januari 1986   | Amsterdam (Nederland)              | Willem II (Nederland)               | 28 september 2006 (Ajax - IK Start)      | - (-)                                      |
| 41 | Vlag van Nederland                        | Jeroen Verhoeven     | 30 juni 2012 | 30 april 1980     | Naarden (Nederland)                | FC Volendam (Nederland)             | 11 juli 2009 (SV Huizen - Ajax)          | - (-)                                      |
|    |                                           | Verdediging          |              |                   |                                    |                                     |                                          |                                            |
| 2  | Vlag van Nederland                        | Gregory van der Wiel | 30 juni 2013 | 3 februari 1988   | Amsterdam (Nederland)              | Ajax-jeugd (Nederland)              | 11 maart 2007 (FC Twente - Ajax)         | 1 maart 2009 (FC Utrecht - Ajax)           |
| 5  | Vlag van België                           | Jan Vertonghen       | 30 juni 2013 | 24 april 1987     | Sint-Niklaas (België)              | RKC Waalwijk (Nederland)            | 23 augustus 2006 (Ajax - FC Kobenhavn)   | 2 december 2007 (Ajax - NAC)               |
| 30 | Vlag van Roemenië                         | George Ogăraru       | 30 juni 2010 | 3 februari 1980   | Boekarest (Roemenië)               | Steaua Boekarest (Roemenië)         | 13 augustus 2006 (PSV - Ajax)            | (-)                                        |
| 3  | Vlag van Spanje                           | Oleguer Presas       | 30 juni 2011 | 2 februari 1980   | Sabadell (Spanje)                  | FC Barcelona (Spanje)               | 30 augustus 2008 (Willem II - Ajax)      | 18 oktober 2008 (Ajax - FC Groningen)      |
| 19 | Vlag van België                           | Toby Alderweireld    | 30 juni 2014 | 2 maart 1989      | Wilrijk (België)                   | Germinal Beerschot (België)         | 18 januari 2009 (N.E.C. - Ajax)          | 30 augustus 2009 (Heracles Almelo - Ajax)  |
| 17 | Vlag van Nederland                        | Rob Wielaert         | 30 juni 2011 | 29 december 1978  | Emmeloord (Nederland)              | FC Twente (Nederland)               | 18 januari 2009 (N.E.C. - Ajax)          | 8 maart 2009 (ADO Den Haag - Ajax)         |
| 7  | Vlag van Kameroen                         | Thimothée Atouba     | 30 juni 2011 | 17 februari 1982  | Douala (Kameroen)                  | Hamburger SV (Duitsland)            | 16 augustus 2009 (PSV - Ajax)            | - (-)                                      |
| 23 | Vlag van Nederlandse Antillen (1986-2010) | Vurnon Anita         | 30 juni 2012 | 4 april 1989      | Willemstad (Curaçao)               | Ajax-jeugd (Nederland)              | 19 maart 2006 (FC Groningen - Ajax)      | 24 september 2009 (AGOVV Apeldoorn - Ajax) |
|    |                                           | Middenveld           |              |                   |                                    |                                     |                                          |                                            |
| 22 | Vlag van Nederland                        | Siem de Jong         | 30 juni 2013 | 28 januari 1989   | Aigle (Zwitserland)                | Ajax-jeugd (Nederland)              | 26 september 2007 (Kozakken Boys - Ajax) | 7 oktober 2007 (Sparta - Ajax)             |
| 18 | Vlag van Spanje                           | Gabri                | 30 juni 2012 | 10 februari 1979  | Sallent (Spanje)                   | FC Barcelona (Spanje)               | 9 augustus 2006 (FC Kobenhavn - Ajax)    | 1 oktober 2006 (FC Utrecht - Ajax)         |
| 6  | Vlag van Zweden                           | Rasmus Lindgren      | 30 juni 2012 | 29 november 1984  | Landskrona (Zweden)                | FC Groningen (Nederland)            | 13 februari 2005 (NAC - Ajax)            | 15 februari 2008 (Ajax - Sparta)           |
| 11 | Vlag van Nederland                        | Ismaïl Aissati       | 30 juni 2012 | 16 augustus 1988  | Utrecht (Nederland)                | PSV (Nederland)                     | 22 februari 2009 (Ajax - FC Volendam)    | 5 april 2009 (Roda JC - Ajax)              |
| 21 | Vlag van Kameroen                         | Eyong Enoh           | 30 juni 2012 | 23 maart 1986     | Kumba (Kameroen)                   | Ajax Cape Town (Zuid-Afrika)        | 21 september 2008 (Feyenoord - Ajax)     | 18 maart 2009 (Ajax - Olympique Marseille) |
| 40 | Vlag van Nederland                        | Demy de Zeeuw        | 30 juni 2013 | 23 mei 1983       | Apeldoorn (Nederland)              | AZ (Nederland)                      | 2 augustus 2009 (FC Groningen - Ajax)    | 27 september 2009 (Ajax - ADO Den Haag)    |
| 51 | Vlag van Denemarken                       | Christian Eriksen    | 30 juni 2014 | 14 februari 1992  | Middelfart (Denemarken)            | Odense BK (Denemarken)              | 17 januari 2010 (NAC Breda - Ajax)       | 25 maart 2010 (Go Ahead Eagles - Ajax)     |
| 4  | Vlag van Brazilië                         | Zé Eduardo           | 30 juni 2010 | 16 augustus 1991  | Uberaba (Brazilië)                 | Cruzeiro EC (Brazilië)              | - (-)                                    | - (-)                                      |
| 32 | Vlag van Brazilië                         | Kerlon Mauro Souza   | 30 juni 2010 | 27 januari 1988   | Ipatinga FC (Brazilië)             | Internazionale (Italië)             | - (-)                                    | - (-)                                      |
| 45 | Vlag van Uruguay                          | Nicolás Lodeiro      | 30 juni 2012 | 21 maart 1989     | Paysandú (Uruguay)                 | Club Nacional de Football (Uruguay) | 7 februari 2010 (Ajax - FC Twente)       | 25 maart 2010 (Go Ahead Eagles - Ajax)     |
|    |                                           | Aanval               |              |                   |                                    |                                     |                                          |                                            |
| 8  | Vlag van Nederland                        | Urby Emanuelson      | 30 juni 2011 | 16 juni 1986      | Amsterdam (Nederland)              | Ajax-jeugd (Nederland)              | 24 februari 2005 (AJ Auxerre - Ajax)     | 22 januari 2006 (FC Twente - Ajax)         |
| 28 | Vlag van Denemarken                       | Dennis Rommedahl     | 30 juni 2010 | 22 juli 1978      | Kopenhagen (Denemarken)            | N.E.C. (Nederland)                  | 11 augustus 2007 (Ajax - PSV)            | 30 september 2007 (Ajax - VVV)             |
| 16 | Vlag van Uruguay                          | Luis Suárez          | 30 juni 2013 | 24 januari 1987   | Salto (Uruguay)                    | FC Groningen (Nederland)            | 15 augustus 2007 (Ajax - Slavia Praag)   | 19 augustus 2007 (De Graafschap - Ajax)    |
| 10 | Vlag van Servië                           | Miralem Sulejmani    | 30 juni 2013 | 5 december 1988   | Belgrado (Servië)                  | SC Heerenveen (Nederland)           | 30 augustus 2008 (Willem II - Ajax)      | 30 augustus 2008 (Willem II - Ajax)        |
| 43 | Vlag van Nederland                        | Marvin Zeegelaar     | 30 juni 2011 | 12 augustus 1990  | Amsterdam (Nederland)              | Ajax-jeugd (Nederland)              | 8 augustus 2009 (Ajax - RKC Waalwijk)    | - (-)                                      |
| 9  | Vlag van Servië                           | Marko Pantelić       | 30 juni 2010 | 15 september 1978 | Belgrado (Joegoslavië)             | Hertha BSC (Duitsland)              | 13 september 2009 (Ajax - NAC Breda)     | 27 september 2009 (Ajax - ADO Den Haag)    |
| 39 | Vlag van Zuid-Korea                       | Hyun Jun Suk         | 30 juni 2011 | 29 juni 1991      | Chungju City (Zuid-Korea)          | Yong-In FC (Zuid-Korea)             | 3 februari 2010 (Ajax - Roda JC)         | - (-)                                      |
| 34 | Vlag van Zweden                           | Kennedy Bakırcıoğlu  | 30 juni 2011 | 2 november 1980   | Södertälje (Zweden)                | FC Twente (Nederland)               | 11 augustus 2007 (Ajax - PSV)            | 19 augustus 2007 (De Graafschap - Ajax)    |

## Transfers Spelers 2009 / 2010

#### Transferperiode zomer (1 juli 2009 t/m 1 september 2009)

##### Aangetrokken
- De volgende spelers zijn aangetrokken door Ajax.

|                     | Naam                     | Positie      | Contract tot | Vorige club (land)          | Transfersom   |
|                     | Gekocht                  | Gekocht      | Gekocht      | Gekocht                     | Gekocht       |
| ------------------- | ------------------------ | ------------ | ------------ | --------------------------- | ------------- |
| Vlag van Nederland  | Jeroen Verhoeven         | Doelman      | 30 juni 2012 | FC Volendam (Nederland)     | € 300.000     |
| Vlag van Nederland  | Demy de Zeeuw            | Middenvelder | 30 juni 2013 | AZ (Nederland)              | € 6,5 miljoen |
|                     | Transfervrij             |              |              |                             |               |
| Vlag van Kameroen   | Thimothée Atouba         | Verdediger   | 30 juni 2011 | Hamburger SV (Duitsland)    |               |
| Vlag van Servië     | Marko Pantelić           | Aanvaller    | 30 juni 2010 | Hertha BSC (Duitsland)      |               |
|                     | Gehuurd                  |              |              |                             |               |
| Vlag van Brazilië   | Kerlon Mauro Souza       | Middenvelder | 30 juni 2010 | Internazionale (Italië)     |               |
| Vlag van Brazilië   | Zé Eduardo               | Middenvelder | 30 juni 2010 | Cruzeiro EC (Brazilië)      |               |
|                     | Terug van verhuurperiode |              |              |                             |               |
| Vlag van Roemenië   | George Ogăraru           | Verdediger   | 30 juni 2010 | Steaua Boekarest (Roemenië) |               |
| Vlag van Denemarken | Dennis Rommedahl         | Aanvaller    | 30 juni 2010 | N.E.C. (Nederland)          |               |

##### Vertrokken
- De volgende spelers zijn vertrokken bij Ajax.

|                     | Naam                     | Positie      | Nieuwe club (land)           | Transfersom               |          |
|                     | Verkocht                 | Verkocht     | Verkocht                     | Verkocht                  | Verkocht |
| ------------------- | ------------------------ | ------------ | ---------------------------- | ------------------------- | -------- |
| Vlag van België     | Thomas Vermaelen         | Verdediger   | Arsenal FC (Engeland)        | € 12 miljoen              |          |
|                     | Verhuurd                 |              |                              |                           |          |
| Vlag van Spanje     | Albert Luque             | Aanvaller    | Málaga CF (Spanje)           | Verhuurd tot 30 juni 2010 |          |
| Vlag van Armenië    | Edgar Manucharian        | Aanvaller    | HFC Haarlem (Nederland)      | Verhuurd tot 30 juni 2010 |          |
| Vlag van Oostenrijk | Darko Bodul              | Aanvaller    | Sparta Rotterdam (Nederland) | Verhuurd tot 30 juni 2010 |          |
| Vlag van Nederland  | Evander Sno              | Middenvelder | Bristol City FC (Engeland)   | Verhuurd tot 30 juni 2010 |          |
| Vlag van Nederland  | Jan-Arie van der Heijden | Middenvelder | Willem II (Nederland)        | Verhuurd tot 30 juni 2010 |          |
|                     | Transfervrij             |              |                              |                           |          |
| Vlag van Nederland  | Robbert Schilder         | Verdediger   | NAC Breda (Nederland)        |                           |          |
| Vlag van Nederland  | Donovan Slijngard        | Verdediger   | Sparta Rotterdam (Nederland) |                           |          |
| Vlag van Nederland  | Dennis Gentenaar         | Doelman      | VVV-Venlo (Nederland)        |                           |          |
| Vlag van Brazilië   | Leonardo                 | Aanvaller    | NAC Breda (Nederland)        |                           |          |

#### Transferperiode winter (4 januari 2010 t/m 1 februari 2010)

##### Aangetrokken
- De volgende spelers zijn aangetrokken door Ajax.

|                     | Naam            | Positie      | Contract tot | Vorige club (land)                  | Transfersom |
|                     | Gekocht         | Gekocht      | Gekocht      | Gekocht                             | Gekocht     |
| ------------------- | --------------- | ------------ | ------------ | ----------------------------------- | ----------- |
| Vlag van Uruguay    | Nicolás Lodeiro | Middenvelder | 30 juni 2012 | Club Nacional de Football (Uruguay) | € 4 miljoen |
|                     | Transfervrij    |              |              |                                     |             |
| Vlag van Zuid-Korea | Hyun Jun Suk    | Aanvaller    | 30 juni 2011 | Yong-In FC (Zuid-Korea)             |             |

##### Vertrokken
- De volgende spelers zijn vertrokken bij Ajax.

|                     | Naam                   | Positie      | Nieuwe club (land)                  | Transfersom                                                                      |          |
|                     | Verhuurd               | Verhuurd     | Verhuurd                            | Verhuurd                                                                         | Verhuurd |
| ------------------- | ---------------------- | ------------ | ----------------------------------- | -------------------------------------------------------------------------------- | -------- |
| Vlag van Argentinië | Darío Cvitanich        | Aanvaller    | CF Pachuca (Mexico)                 | Verhuurd tot 31 december 2010                                                    |          |
| Vlag van Uruguay    | Bruno Silva            | Verdediger   | Sport Club Internacional (Brazilië) | Verhuurd tot 31 december 2010                                                    |          |
| Vlag van Nederland  | Jeffrey Sarpong        | Middenvelder | N.E.C. (Nederland)                  | Verhuurd tot 30 juni 2010                                                        |          |
| Vlag van Nederland  | Daley Blind            | Middenvelder | FC Groningen (Nederland)            | Verhuurd tot 30 juni 2010                                                        |          |
| Vlag van Nederland  | Mitchell Donald        | Middenvelder | Willem II (Nederland)               | Verhuurd tot 30 juni 2010                                                        |          |
| Vlag van Nederland  | Tayfun Candan          | Verdediger   | HFC Haarlem (Nederland)             | Verhuurd tot 30 juni 2010, door faillissement Haarlem in januari 2010 weer terug |          |
| Vlag van Nederland  | Javier Martina         | Aanvaller    | HFC Haarlem (Nederland)             | Verhuurd tot 30 juni 2010, door faillissement Haarlem in januari 2010 weer terug |          |
| Vlag van Nederland  | Timothy van der Meulen | Verdediger   | HFC Haarlem (Nederland)             | Verhuurd tot 30 juni 2010, door faillissement Haarlem in januari 2010 weer terug |          |
| Vlag van Nederland  | Tom Overtoom           | Middenvelder | HFC Haarlem (Nederland)             | Verhuurd tot 30 juni 2010, door faillissement Haarlem in januari 2010 weer terug |          |
| Vlag van Nederland  | Sergio Padt            | Doelman      | HFC Haarlem (Nederland)             | Verhuurd tot 30 juni 2010, door faillissement Haarlem in januari 2010 weer terug |          |
| Vlag van Armenië    | Edgar Manucharian      | Aanvaller    | AGOVV Apeldoorn (Nederland)         | Verhuurd tot 30 juni 2010, was verhuurd aan Haarlem                              |          |

ADO Den Haag ·
Ajax ·
AZ ·
Feyenoord ·
FC Groningen ·
sc Heerenveen ·
Heracles Almelo ·
NAC Breda ·
N.E.C. ·
PSV ·
Roda JC ·
RKC Waalwijk ·
Sparta Rotterdam ·
FC Twente ·
FC Utrecht ·
Vitesse ·
VVV-Venlo ·
Willem II
1900—1911 · 1911/12 · 1912—1954 · 1954/55 · 1955/56 · 1956/57 · 1957—1970 · 1970/71 · 1971/72 · 1972—1994 · 1994/95 · 1995—1998 · 1998/99 · 1999/00 · 2000/01 · 2001/02 · 2002/03 · 2003/04 · 2004/05 · 2005/06 · 2006/07 · 2007/08 · 2008/09 · 2009/10 · 2010/11 · 2011/12 · 2012/13 · 2013/14 · 2014/15 · 2015/16 · 2016/17 · 2017/18 · 2018/19 · 2019/20 · 2020/21 · 2021/22 · 2022/23 · 2023/24 · 2024/25